# Emusträucher
Die Emusträucher (Eremophila) sind eine Pflanzengattung innerhalb der Familie der Braunwurzgewächse (Scrophulariaceae). Die etwa 233 Arten kommen nur in Australien vor. Der Name Emustrauch (emubush) beruht auf der irrigen Annahme, die Früchte würden von Emus gefressen und die Samen würden erst durch die Darmpassage ihre Keimfähigkeit erhalten.

## Beschreibung

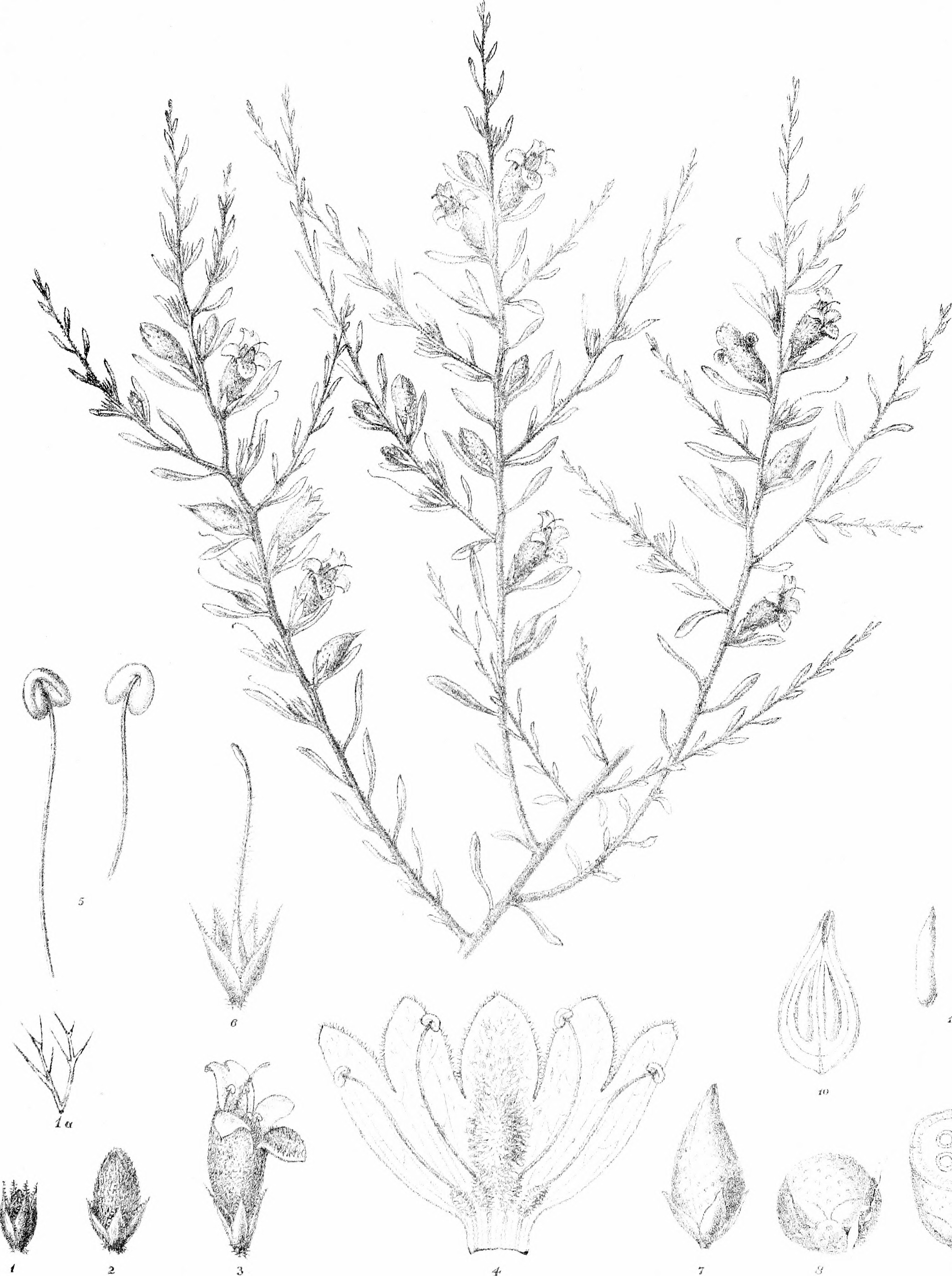
Illustration aus Description and illustrations of the myoporinous plants of Australia, Volume 2. Lithograms, 1886 von

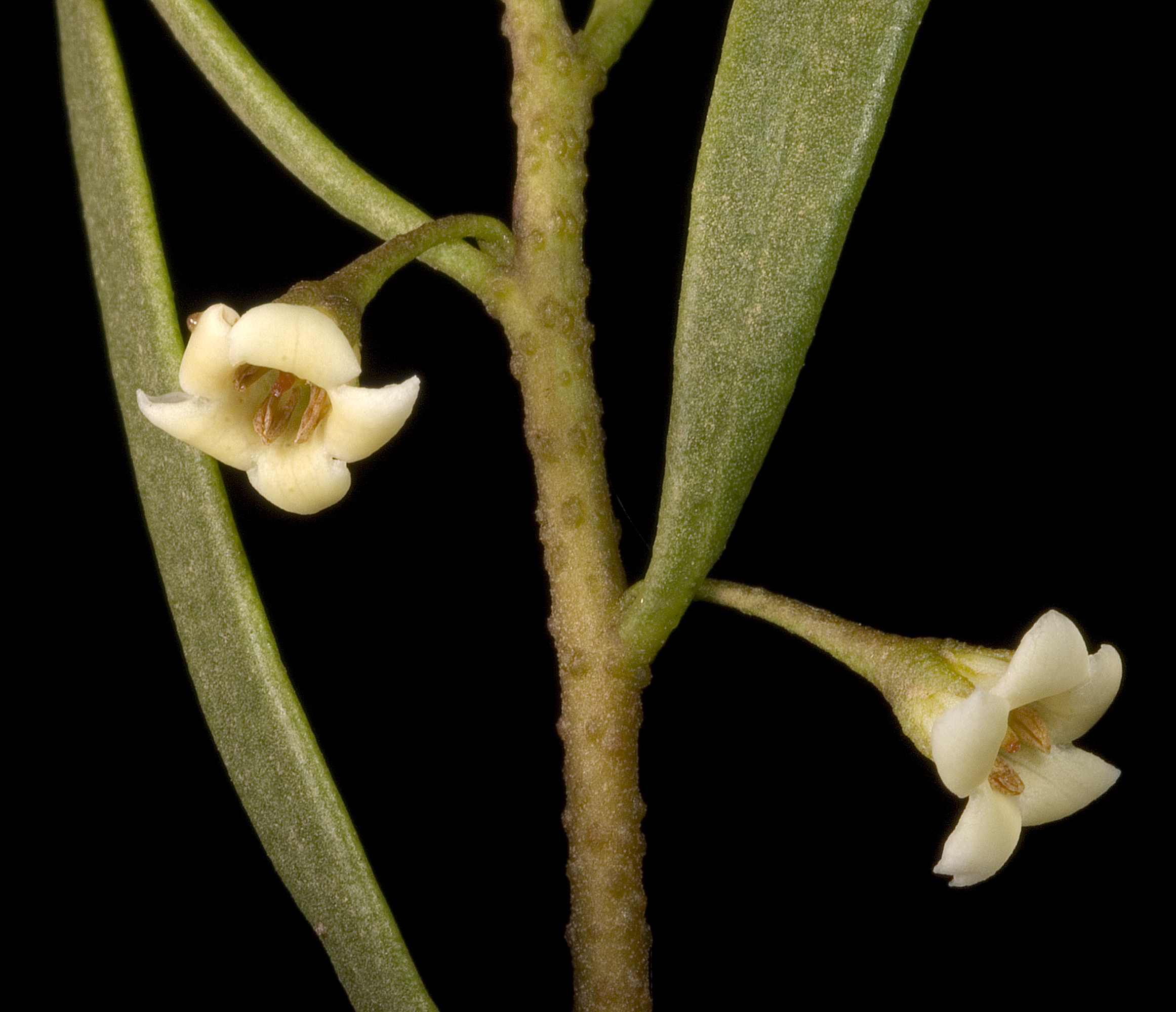
Blüten von Eremophila deserti

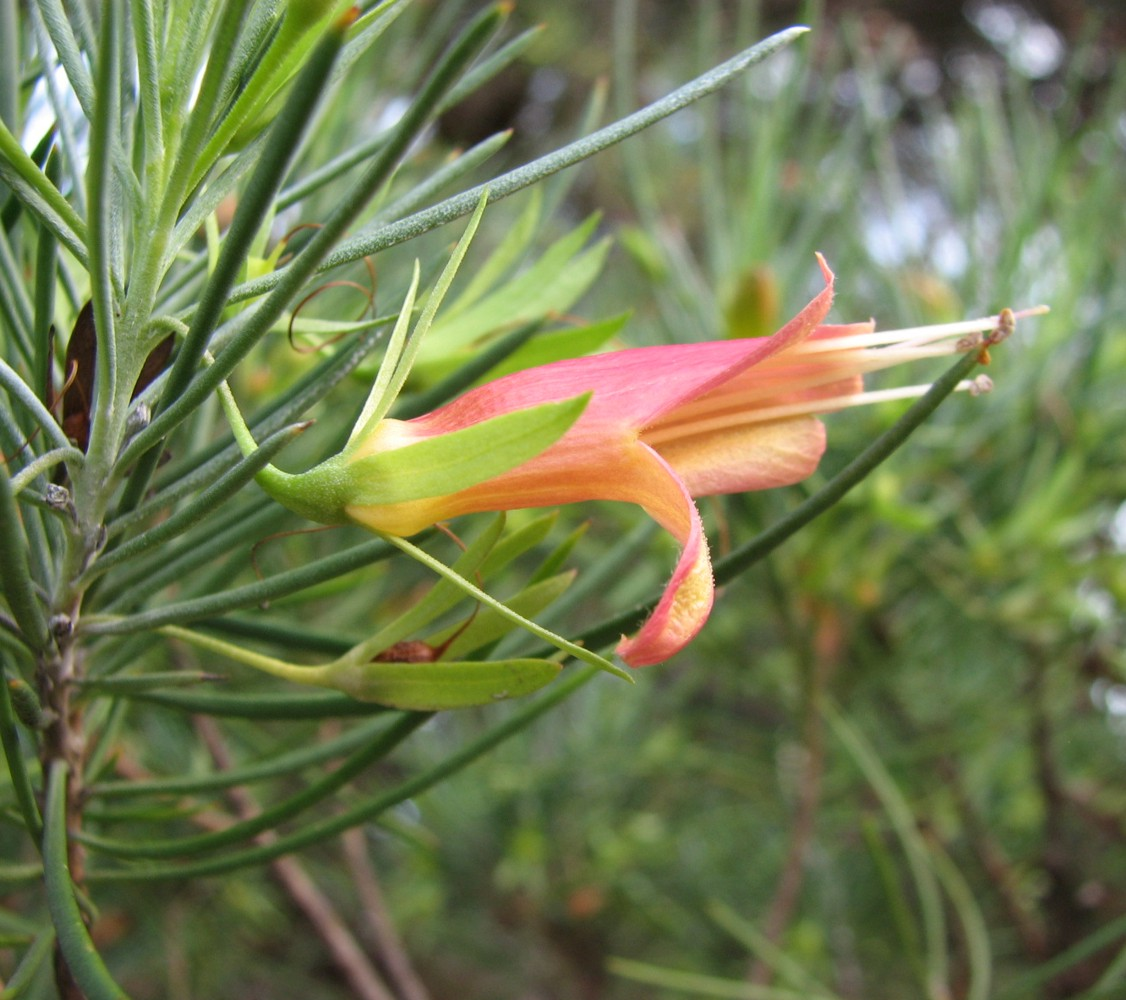
Blüte von Eremophila oldfieldii

### Vegetative Merkmale
Eremophila-Arten sind meist kleine bis mittelgroße Sträucher, nur wenige Arten sind kleine Bäume. Die oberirdischen Pflanzenteile sind kahl, behaart oder mit Schuppen bedeckt.
Die Laubblätter sind meist wechselständig, selten gegenständig oder wirtelig angeordnet. Die Laubblätter sind sitzend oder es ist eine blattstielartige Basis vorhanden. Die einfachen Blattspreiten besitzen einen glatten oder gezähnten Blattrand.

### Generative Merkmale
Die Blüten stehen einzeln in Blattachseln oder bis zu acht Blüten sind in einem Blütenstand angeordnet.
Die zwittrigen Blüten sind fünfzählig und meist zygomorph oder selten radiärsymmetrisch mit doppelter Blütenhülle. Die meist fünf, selten vier gleichen oder ungleichen Kelchblätter sind frei oder an ihrer Basis verwachsen, selten sind sie zu einer Kelchröhre verwachsen; oft vergrößern sie sich nach der Anthese. Die Blüten sind relativ groß und häufig auffallend gefärbt (weiß, cremefarben, gelb, orange, rot, pink, purpurn oder braun), manchmal auch der Kelch. Die fünf Kronblätter sind röhrenförmig verwachsen. Die Kronröhre ist gekrümmt. Die Krone ist schwach bis stark zweilippig. Die Oberlippe ist meist zwei- oder vierlappig und die Unterlippe ist ein- oder dreilappig. Es sind meist vier Staubblätter vorhanden, die die Blütenkrone überragen können. Die Staubbeutel sind nieren- oder pfeilförmig. Der oberständige Fruchtknoten ist zwei- oder vierkammerig. Es sind meist ein bis drei Samenanlagen je Fruchtknotenkammer vorhanden. Der Griffel ist im oberen Bereich gebogen oder hakenförmig.
Die fleischigen oder trockenen Steinfrüchte glatt, gerippt oder selten geflügelt und enthalten einen bis zwölf Samen.
Die Chromosomenzahl beträgt x = 27.

## Ökologie
Viele Arten haben graue, behaarte Laubblätter als Strahlungsschutz, andere Arten haben Laubblätter mit klebriger Oberfläche als Verdunstungsschutz.
Rund drei Viertel der Arten werden von Insekten bestäubt (Entomophilie), die anderen von Vögeln (Ornithophilie).

## Vorkommen
Die Eremophila kommen nur in Australien vor. Sie wachsen hauptsächlich in den trockenen Gebieten der Mulga in Zentral- und Westaustralien. Wegen des Vorkommens auf äußerst armen Böden werden viele Arten auch poverty bush („Armutsstrauch“) genannt.

## Systematik

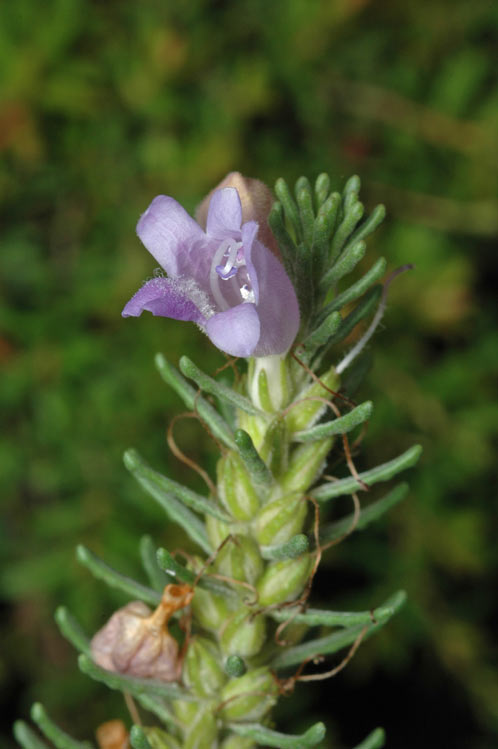
Eremophila caerulea

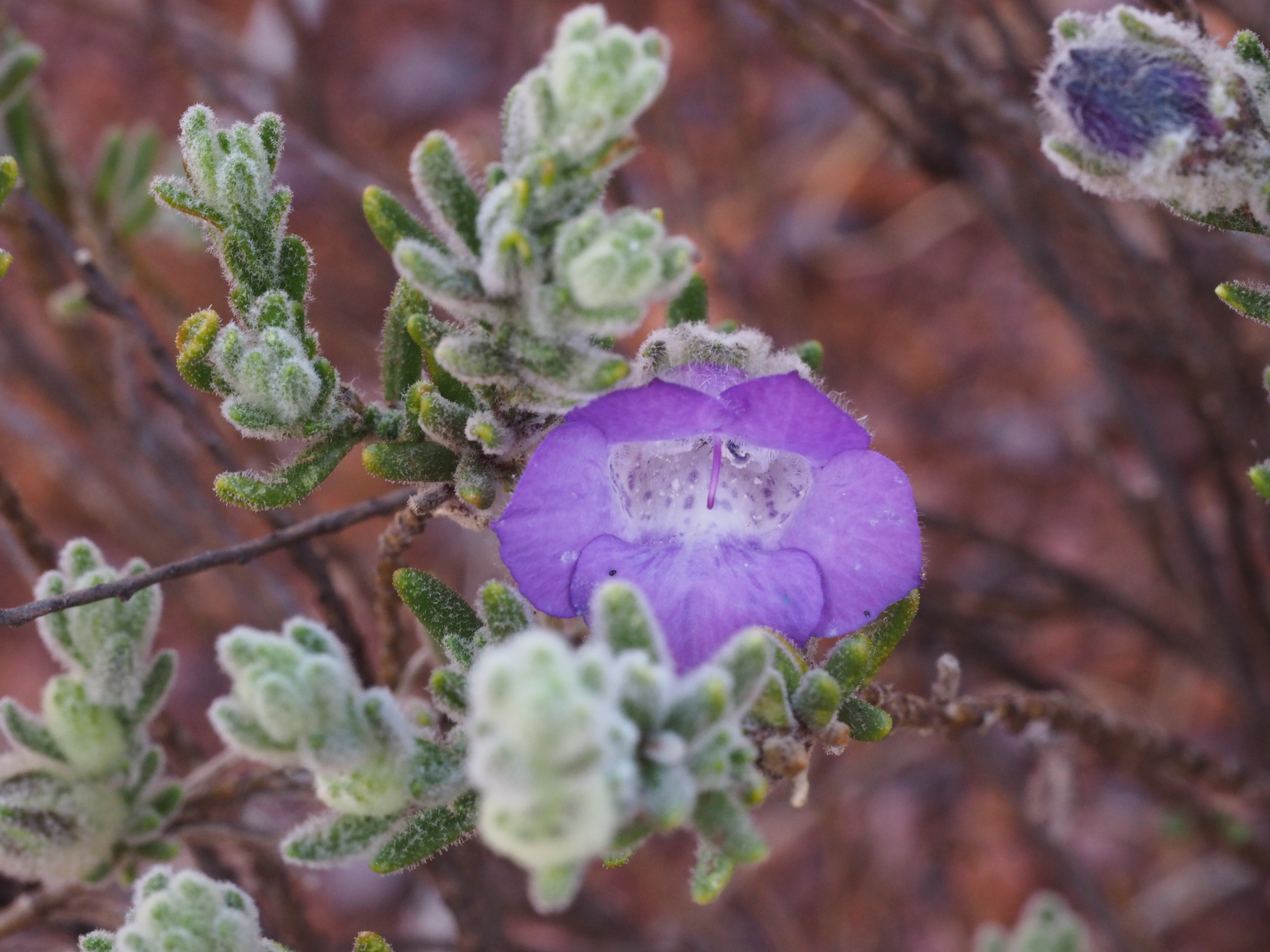
Eremophila caespitosa

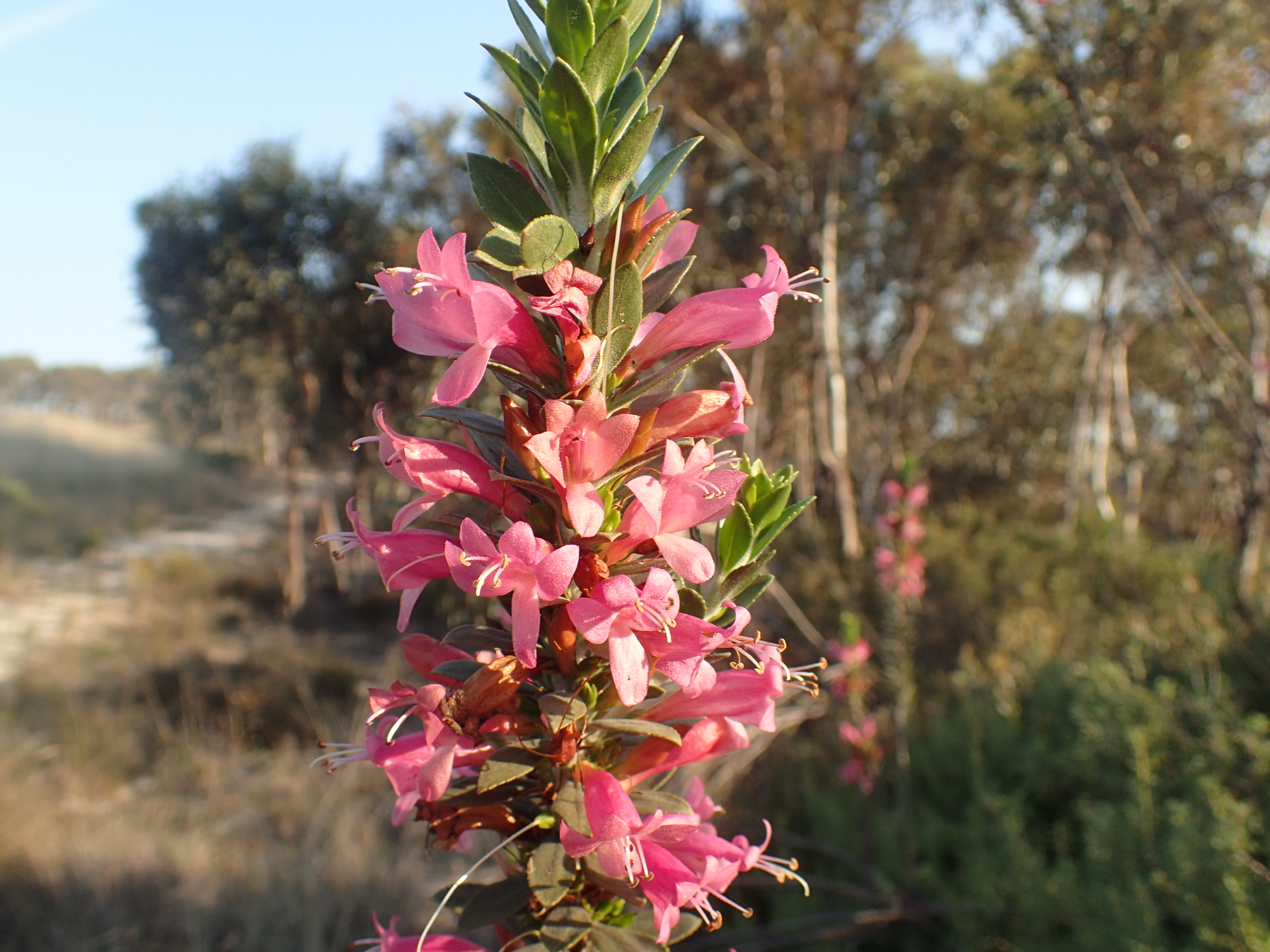
Eremophila calorhabdos

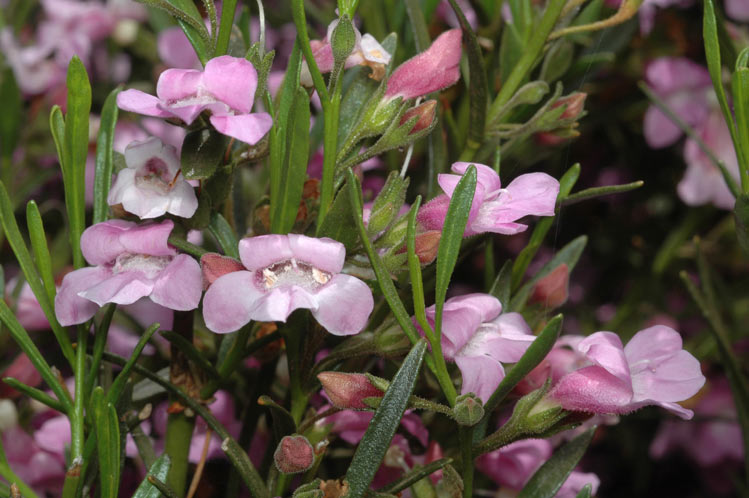
Eremophila campanulata

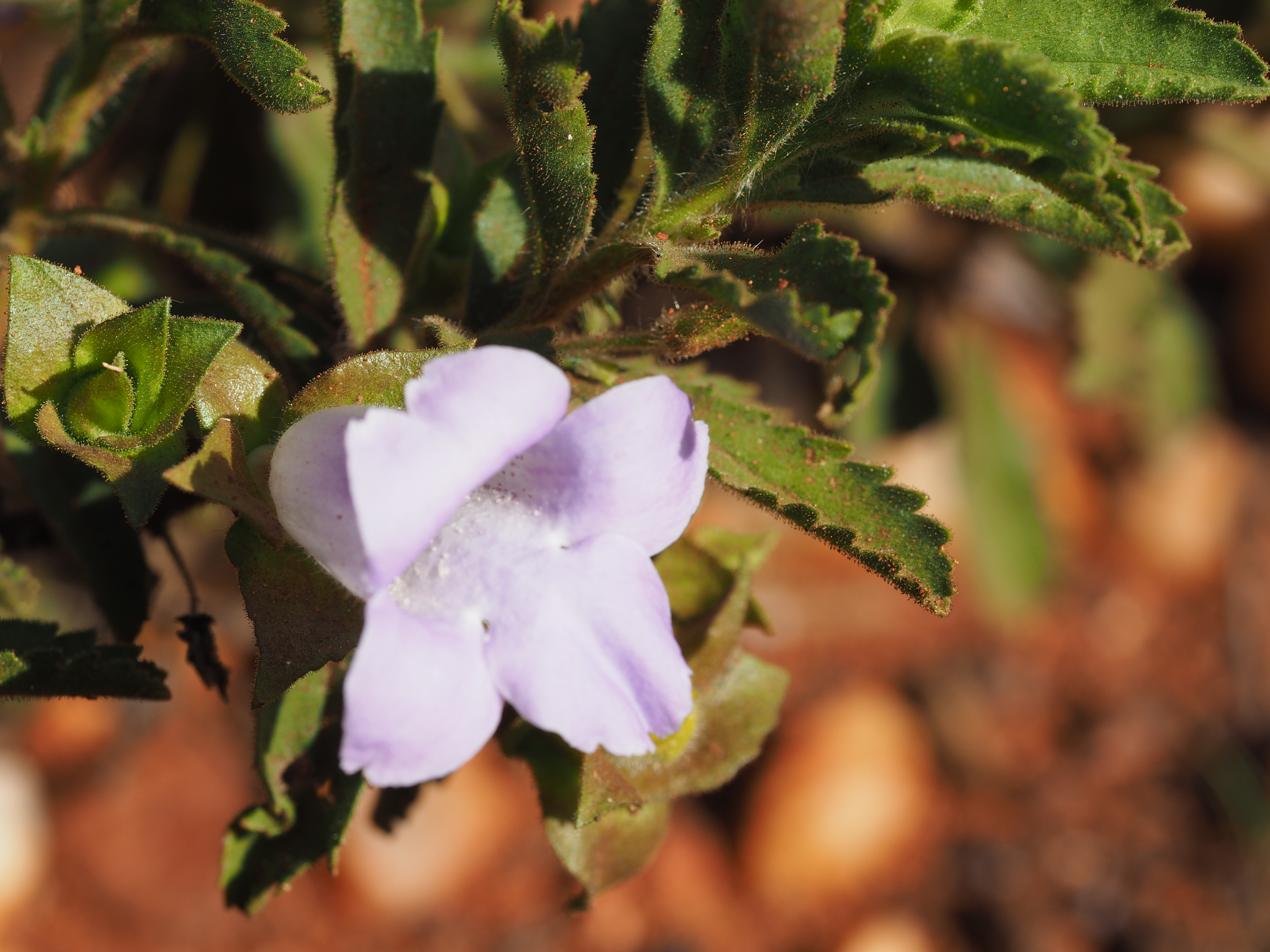
Eremophila canaliculata

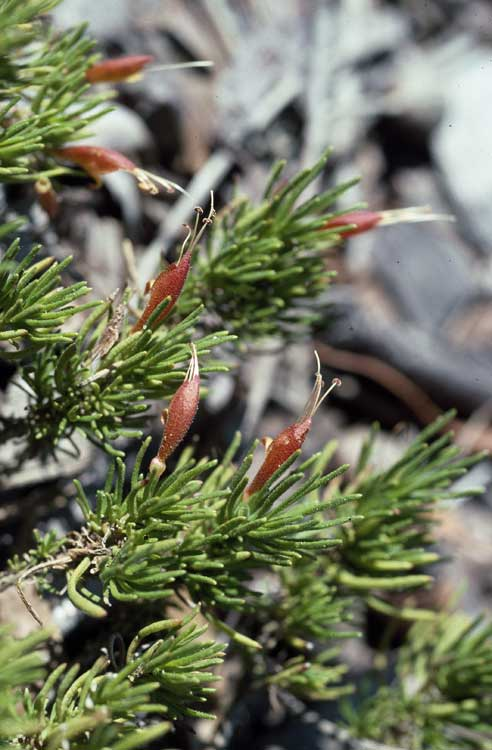
Eremophila chamaephila

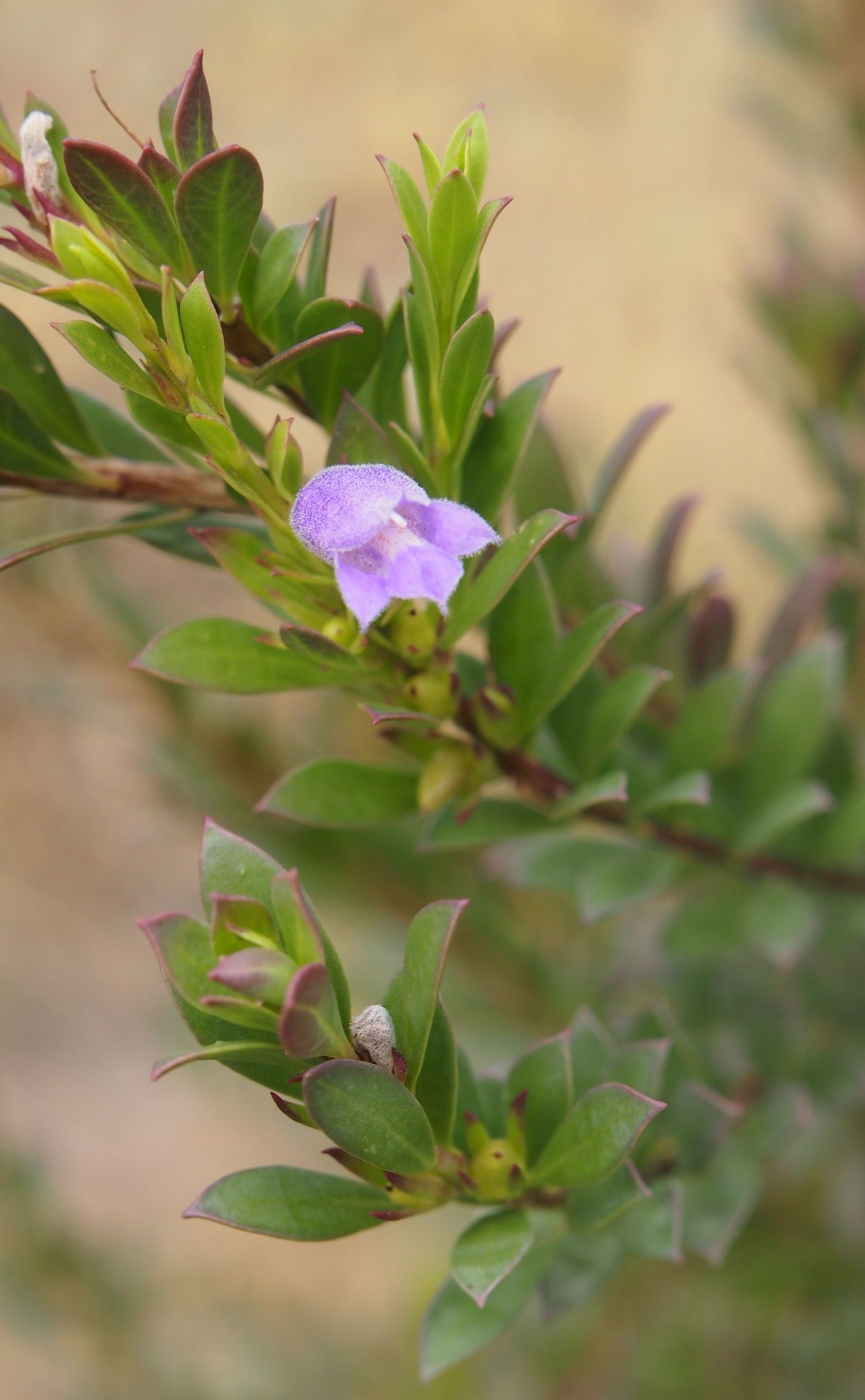
Eremophila christopheri

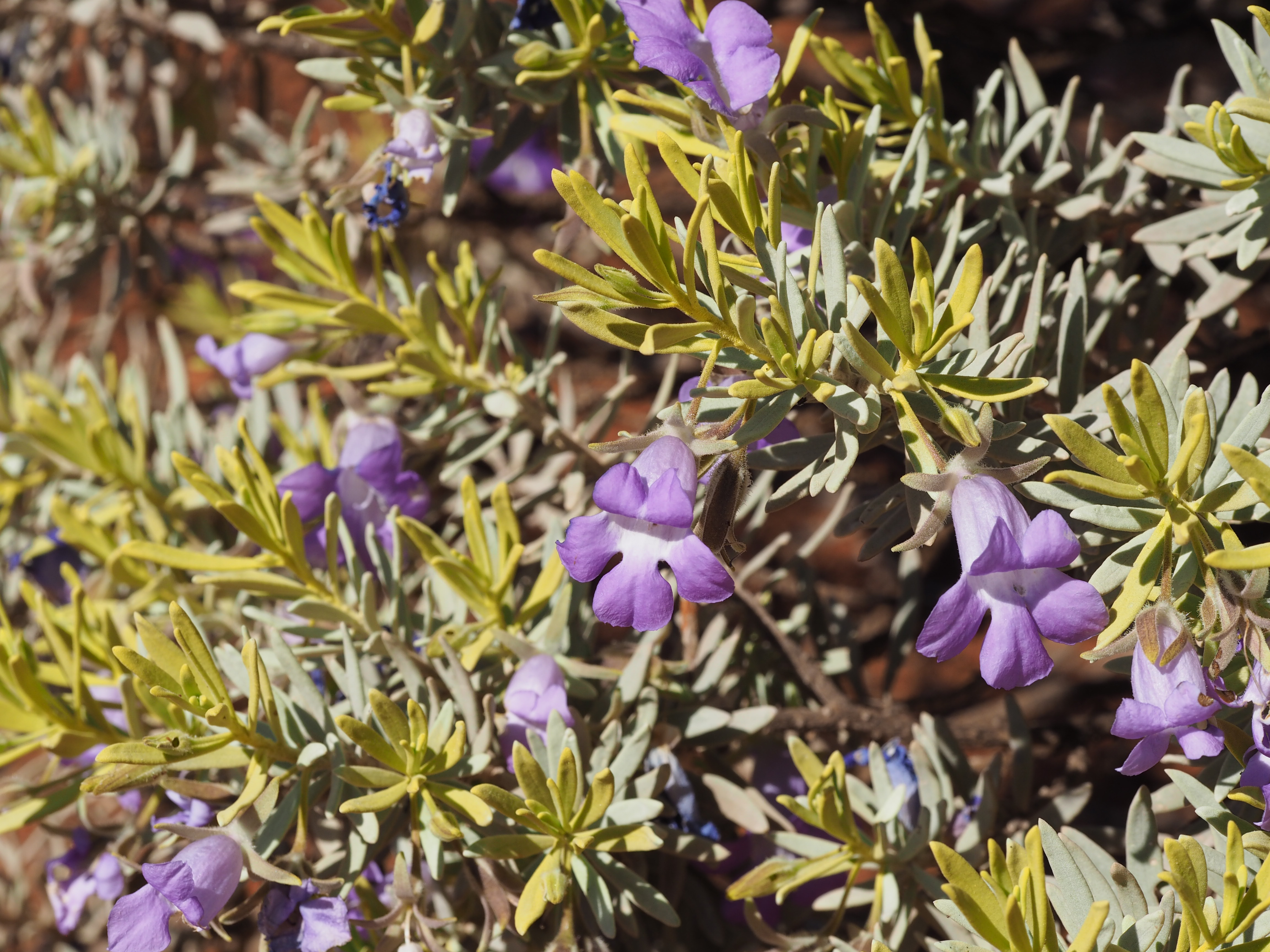
Eremophila citrina

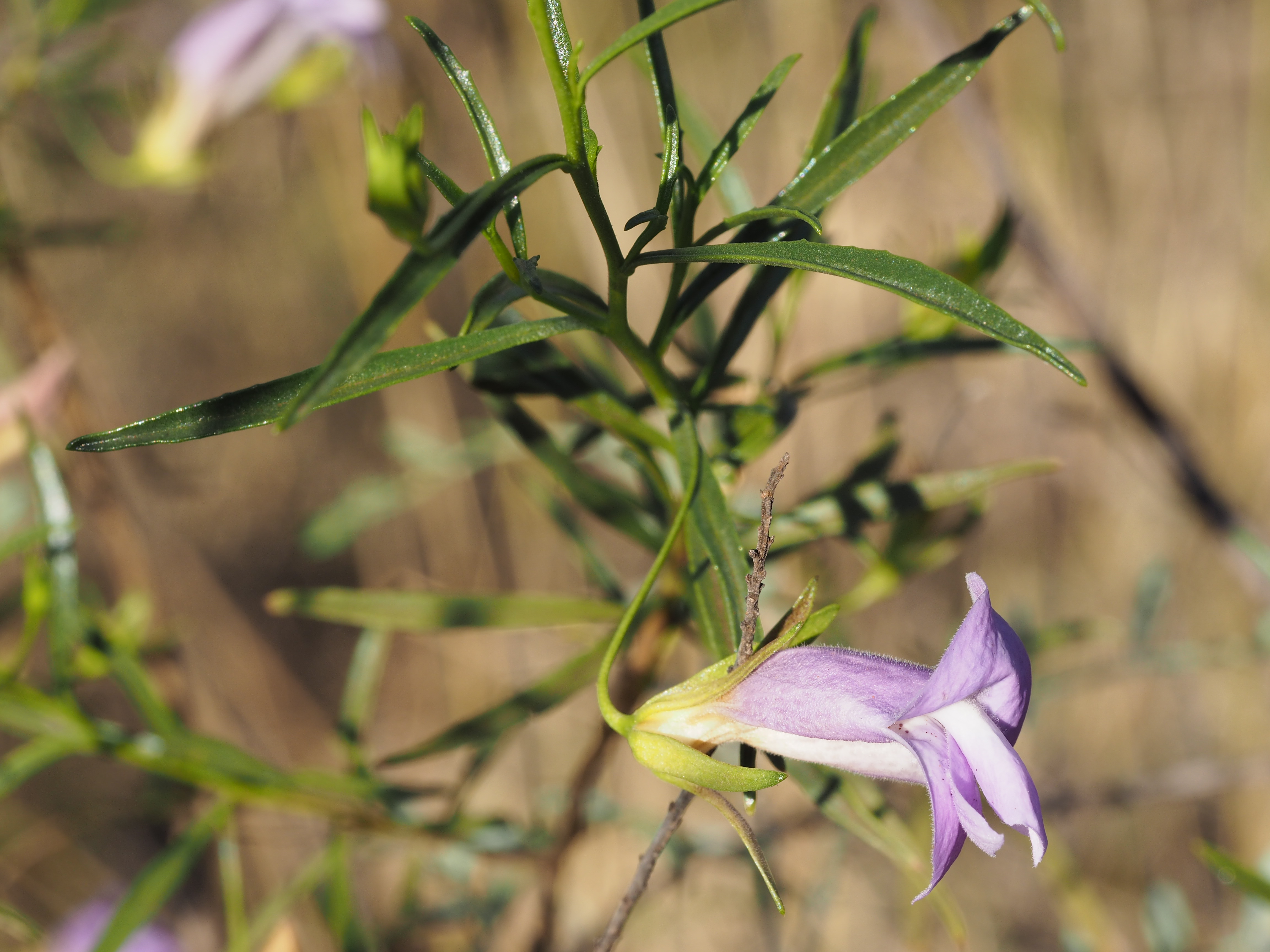
Eremophila clarkei

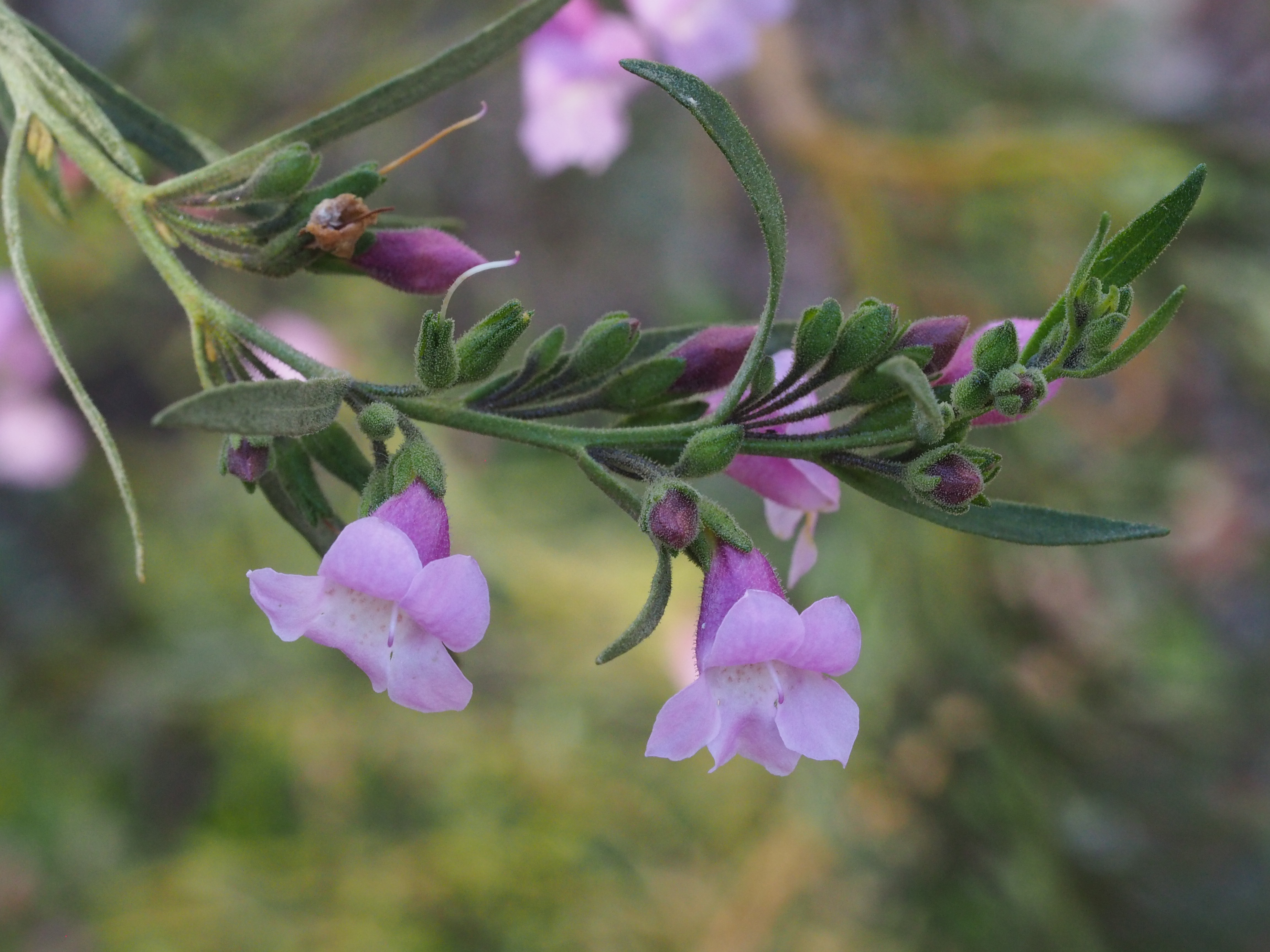
Eremophila complanata

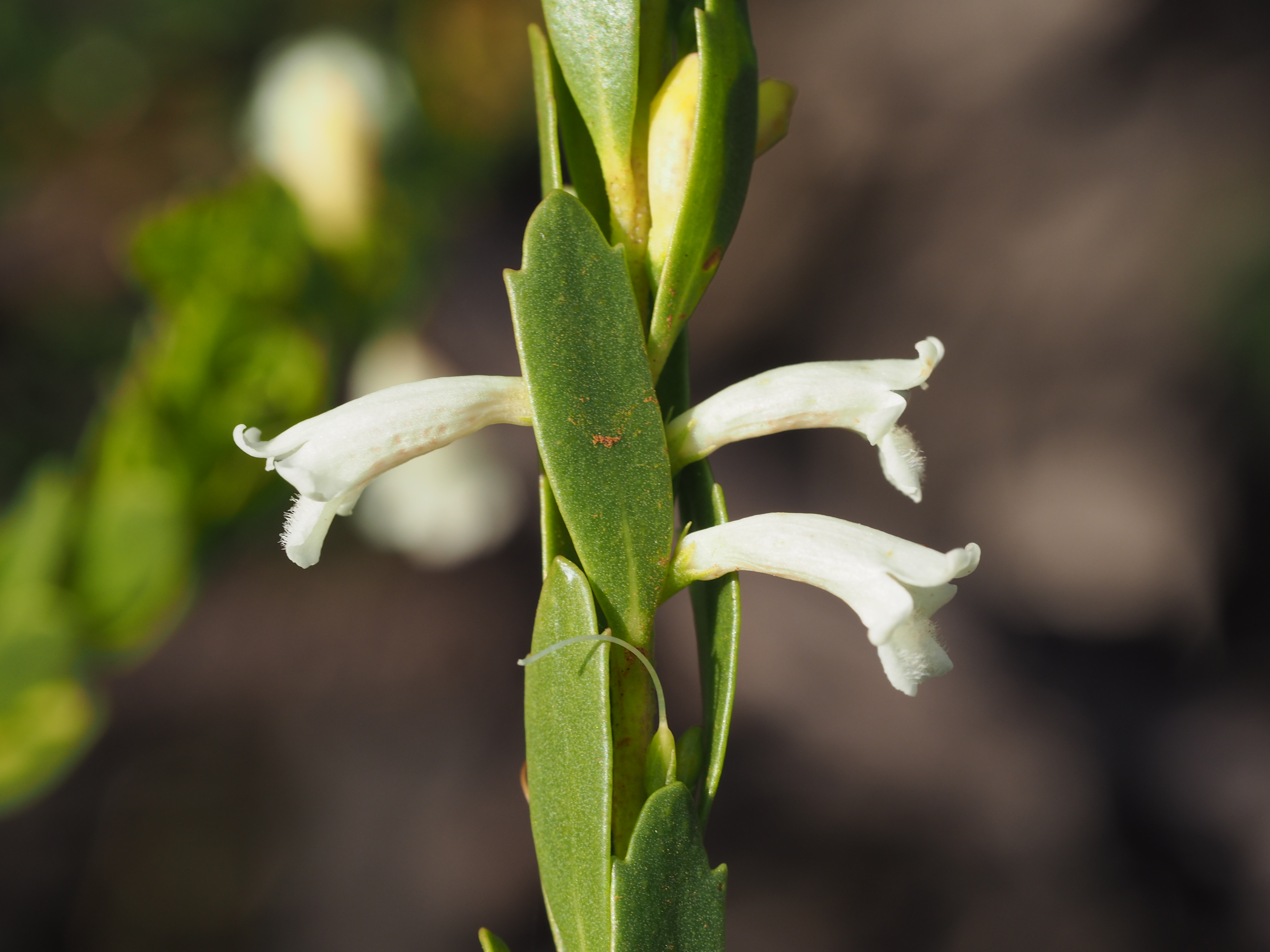
Eremophila compressa

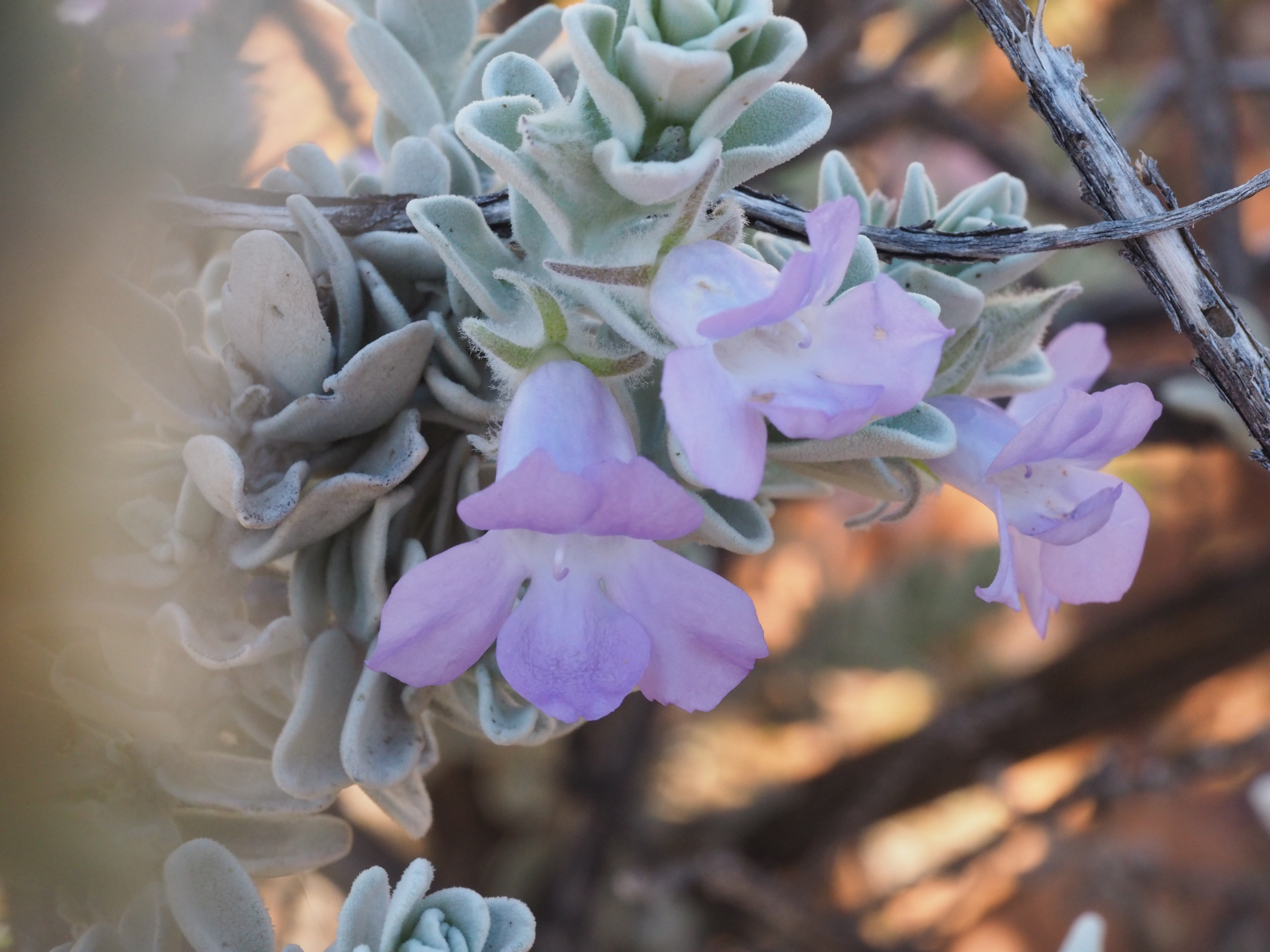
Eremophila conferta

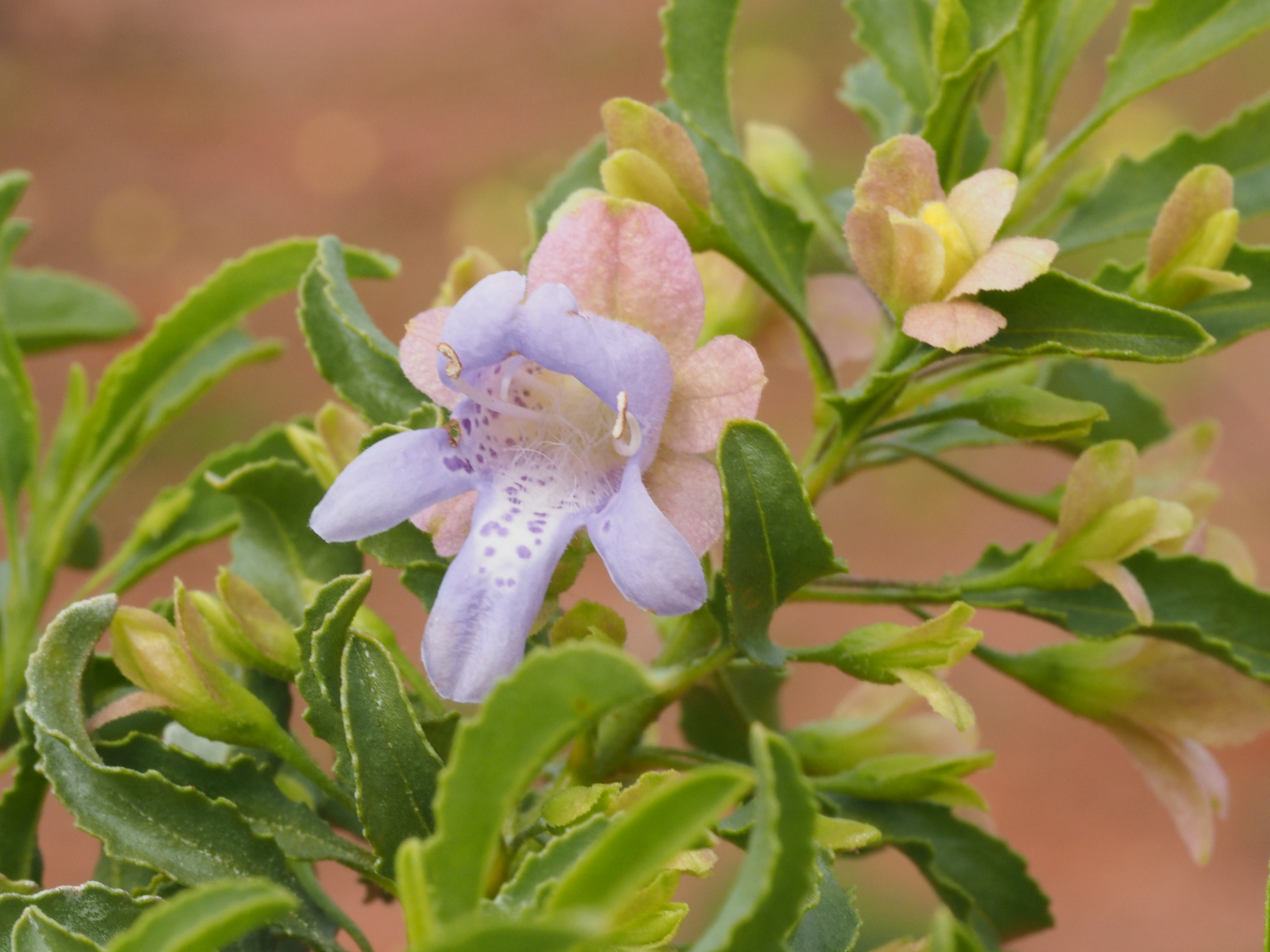
Eremophila crenulata

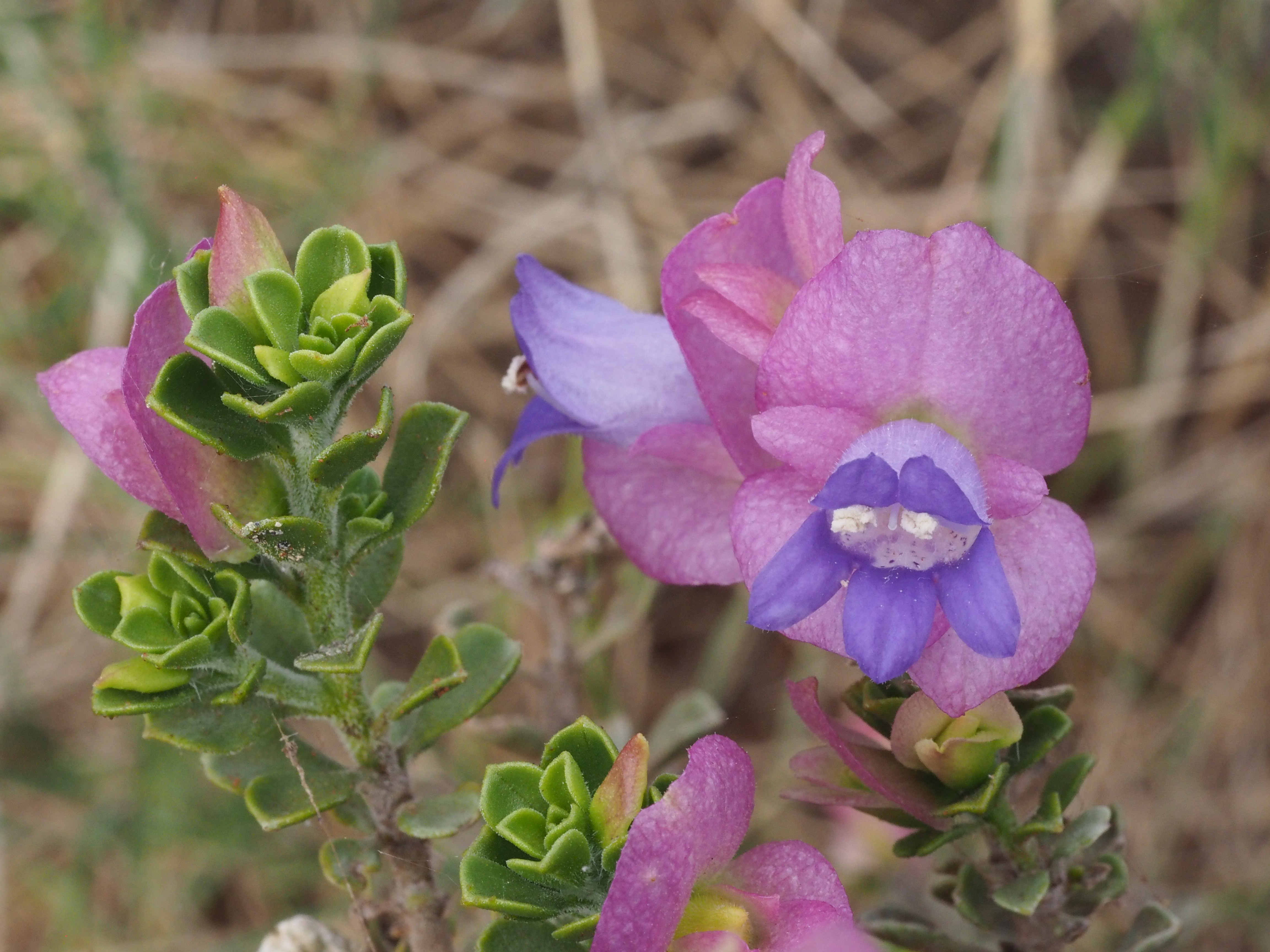
Eremophila cuneifolia

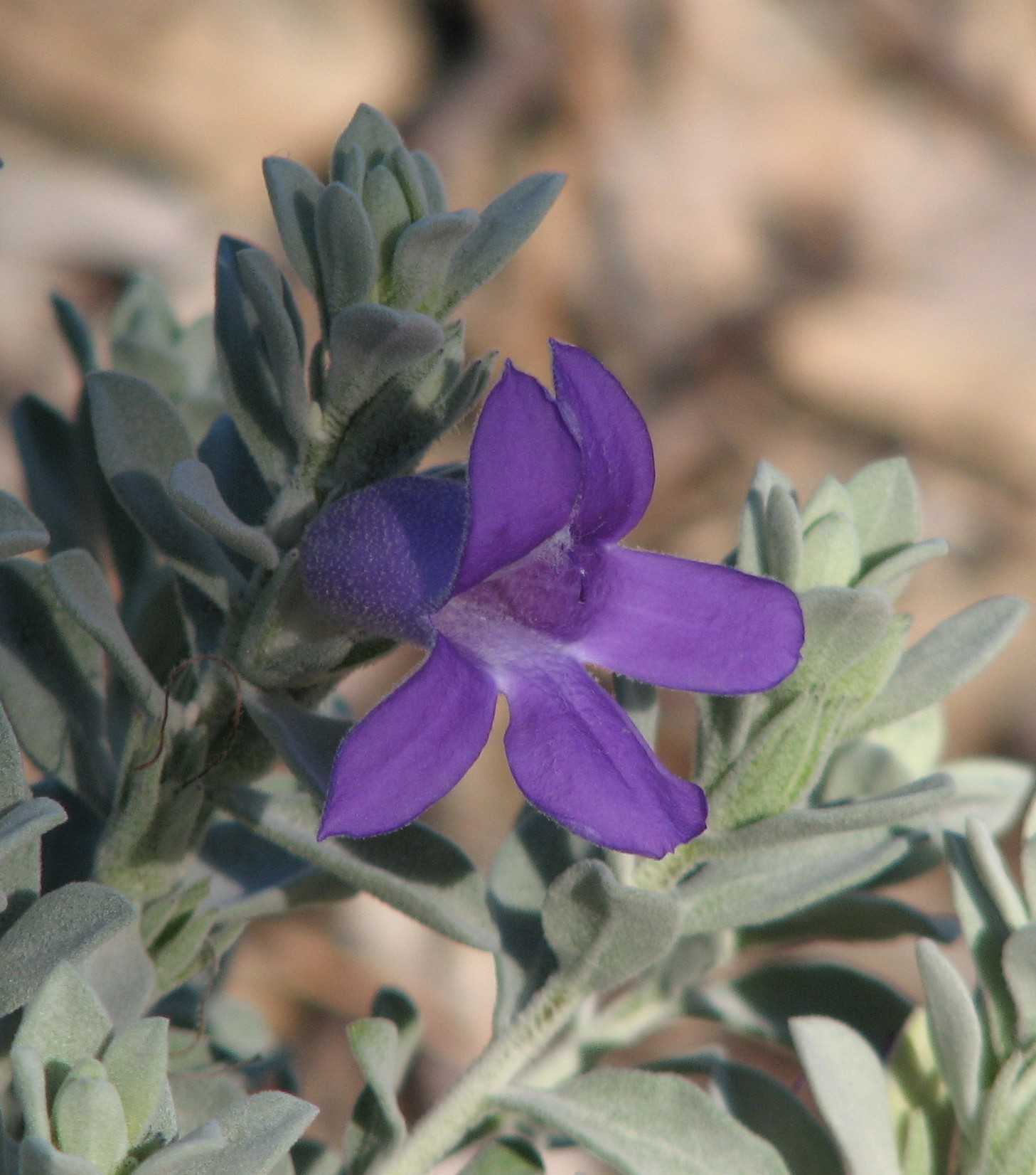
Eremophila hygrophana

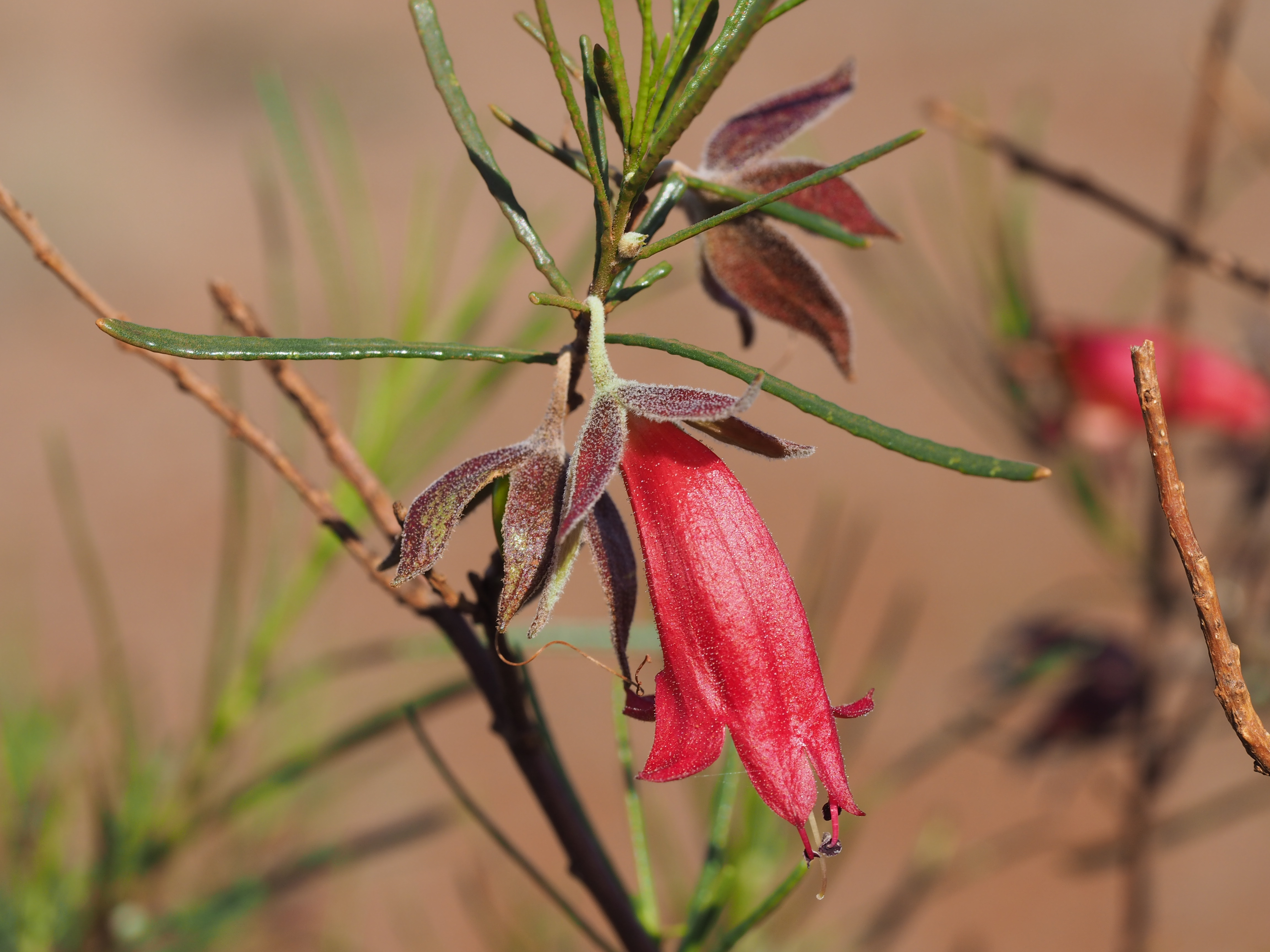
Eremophila latrobei

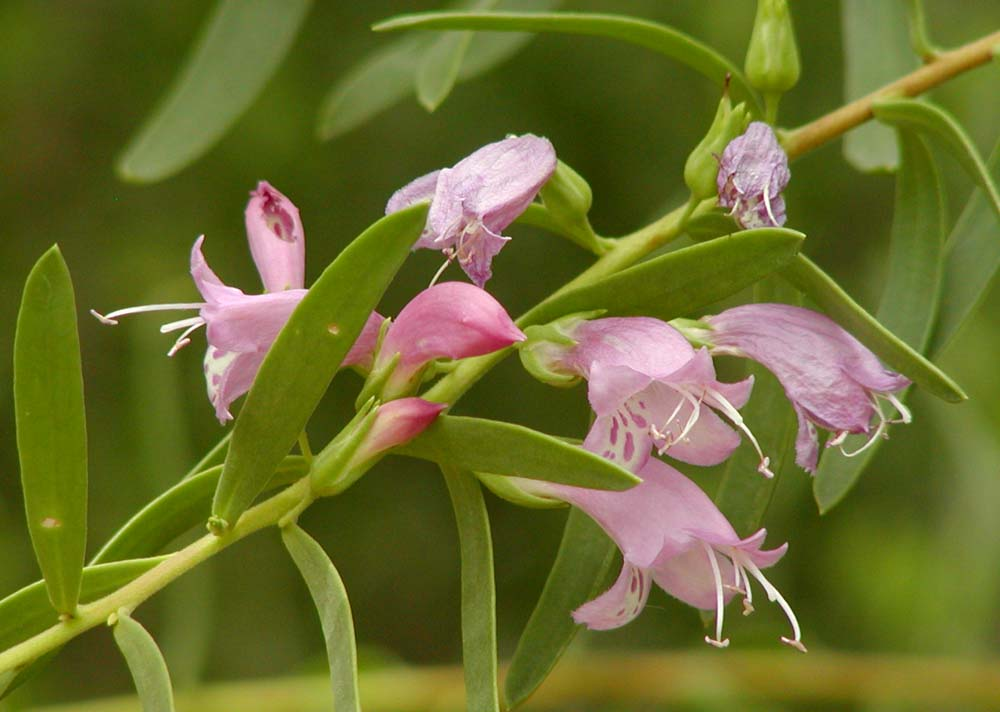
Eremophila maculata

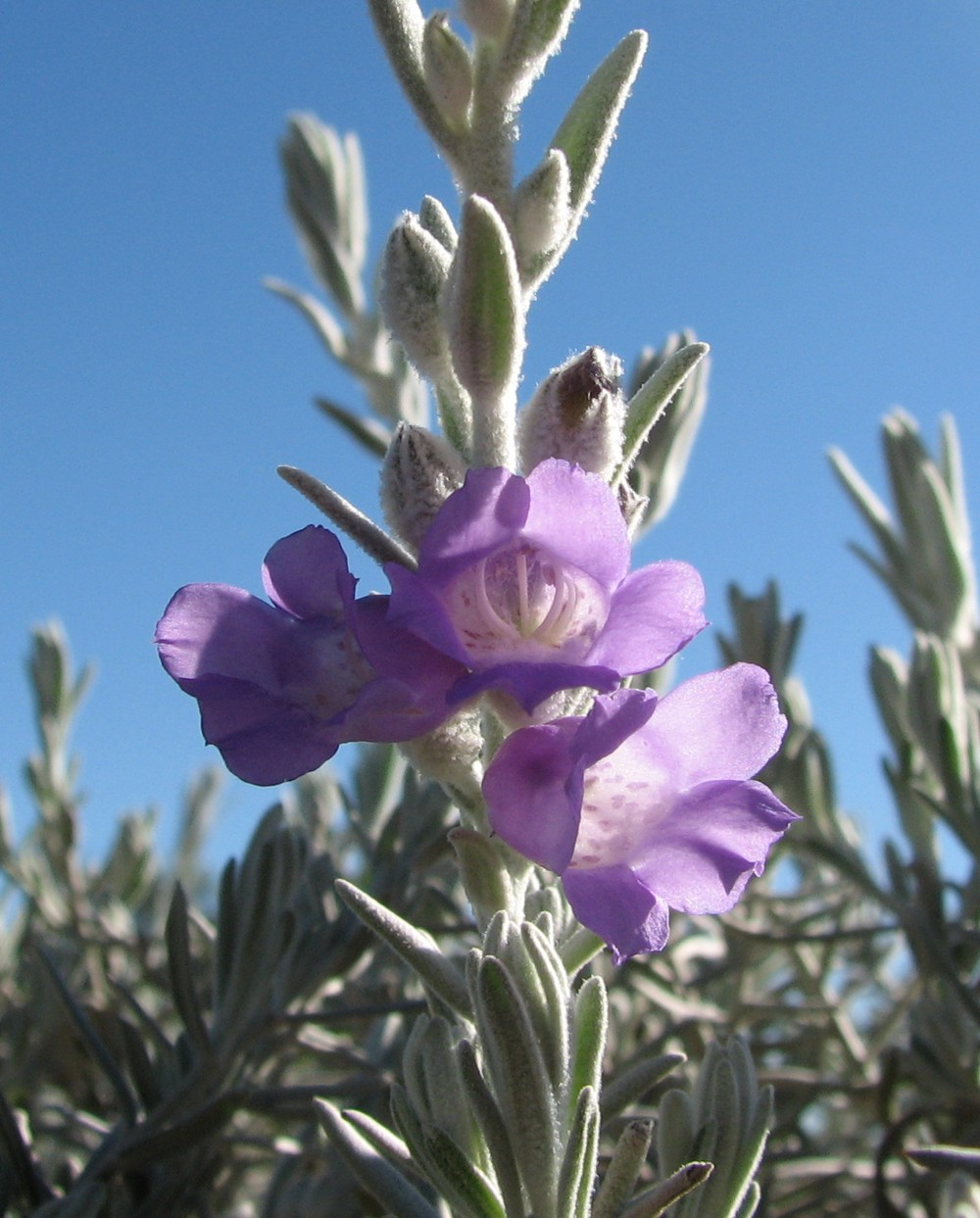
Eremophila nivea

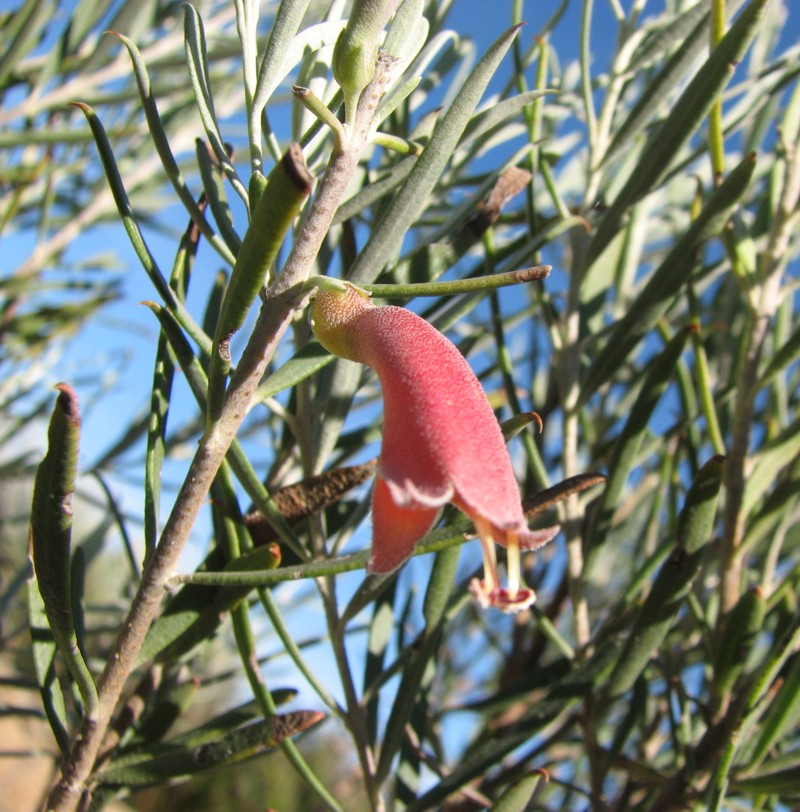
Eremophila oppositifolia

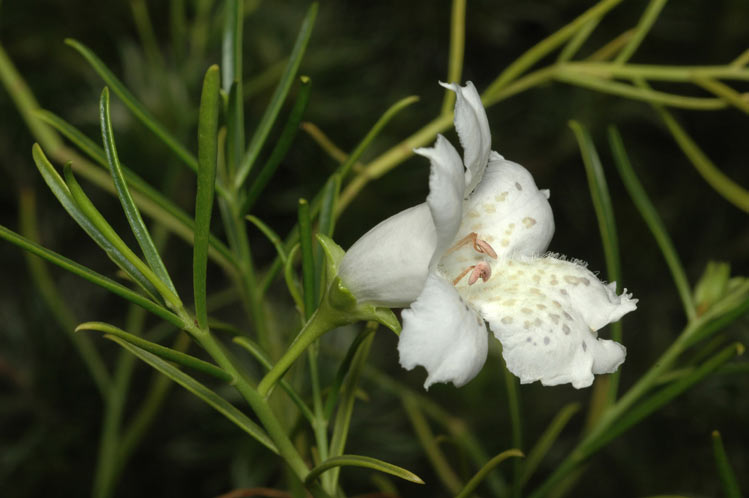
Eremophila polyclada

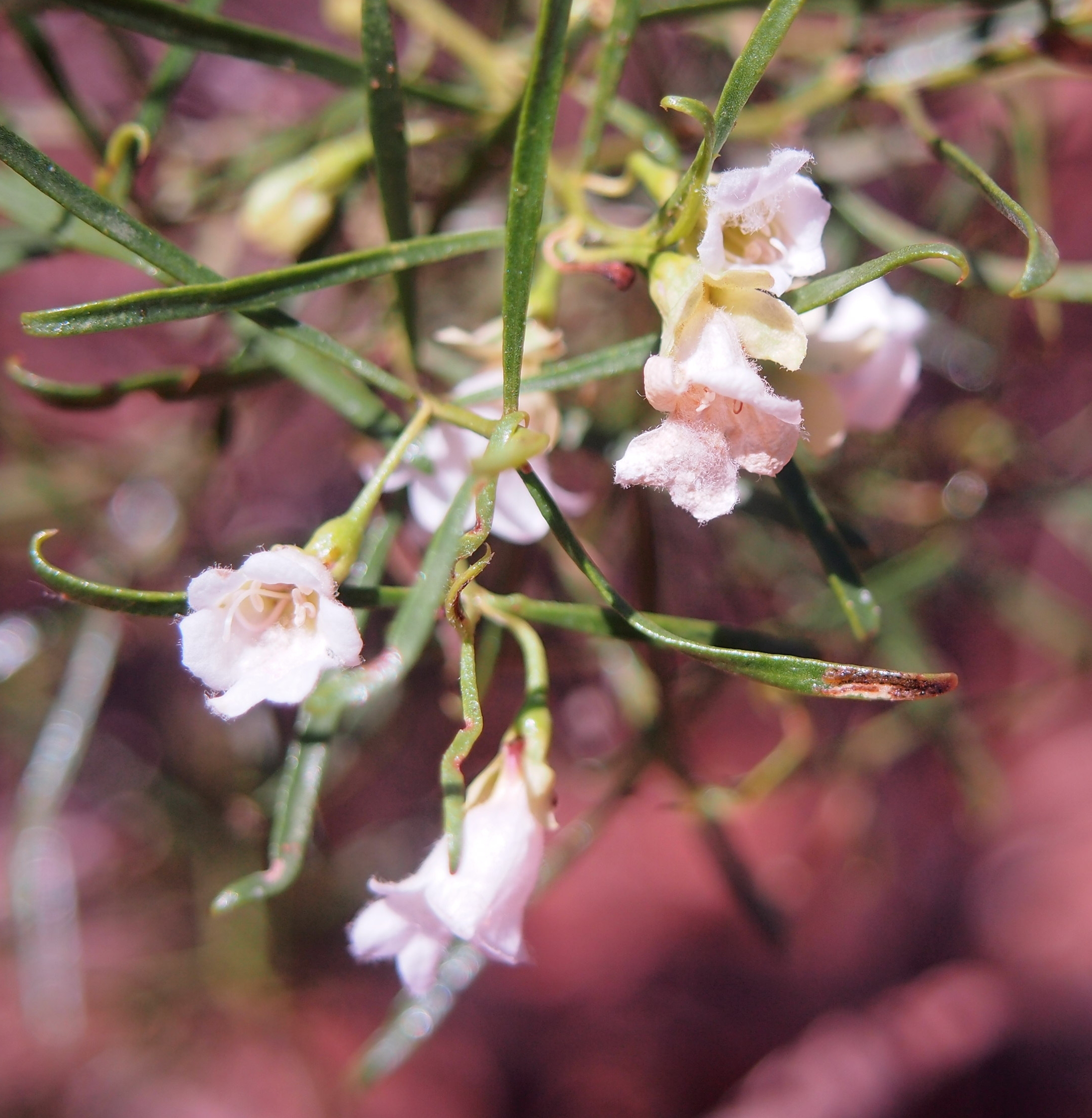
Eremophila sturtii

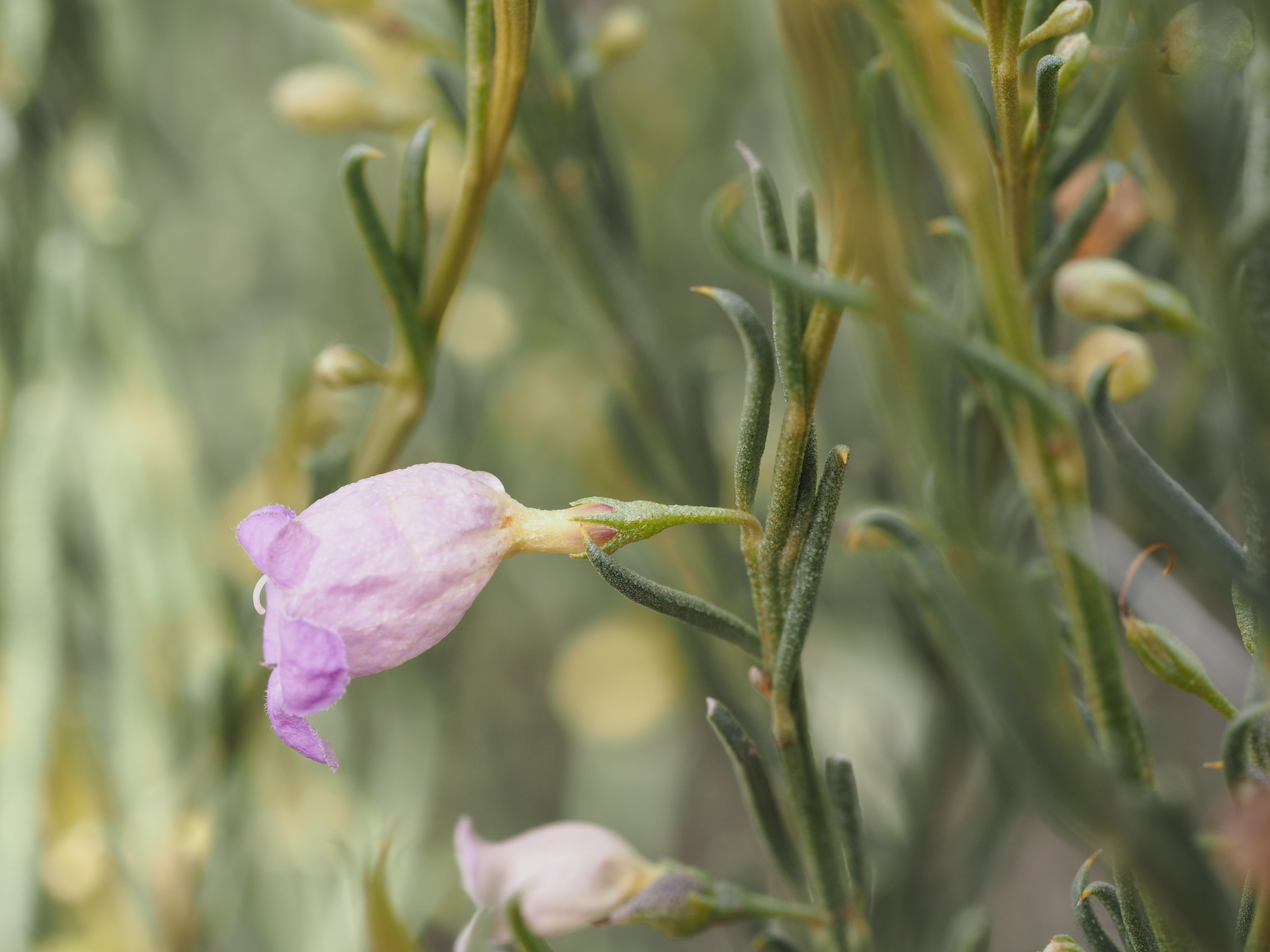
Eremophila scoparia

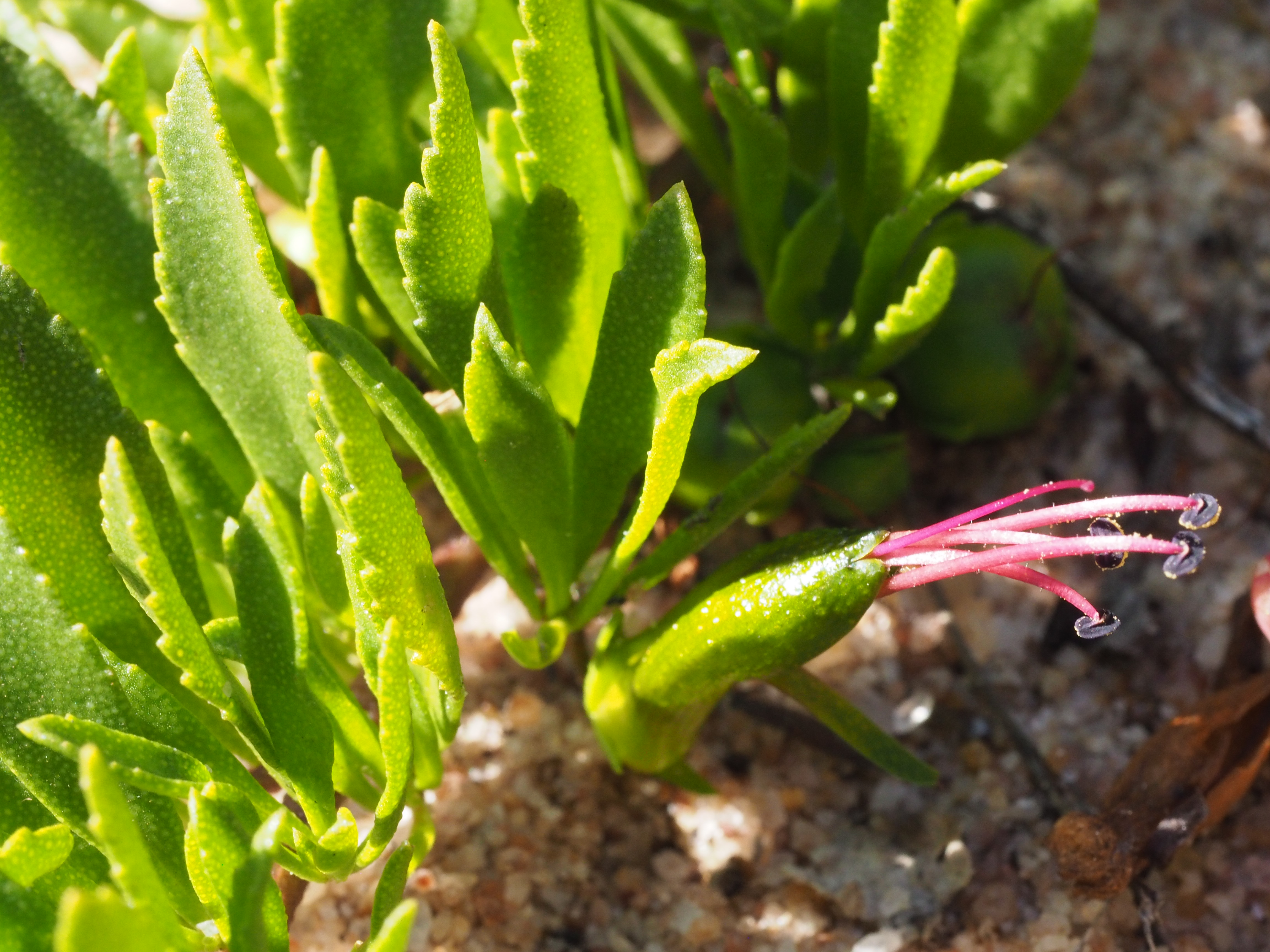
Eremophila serpens

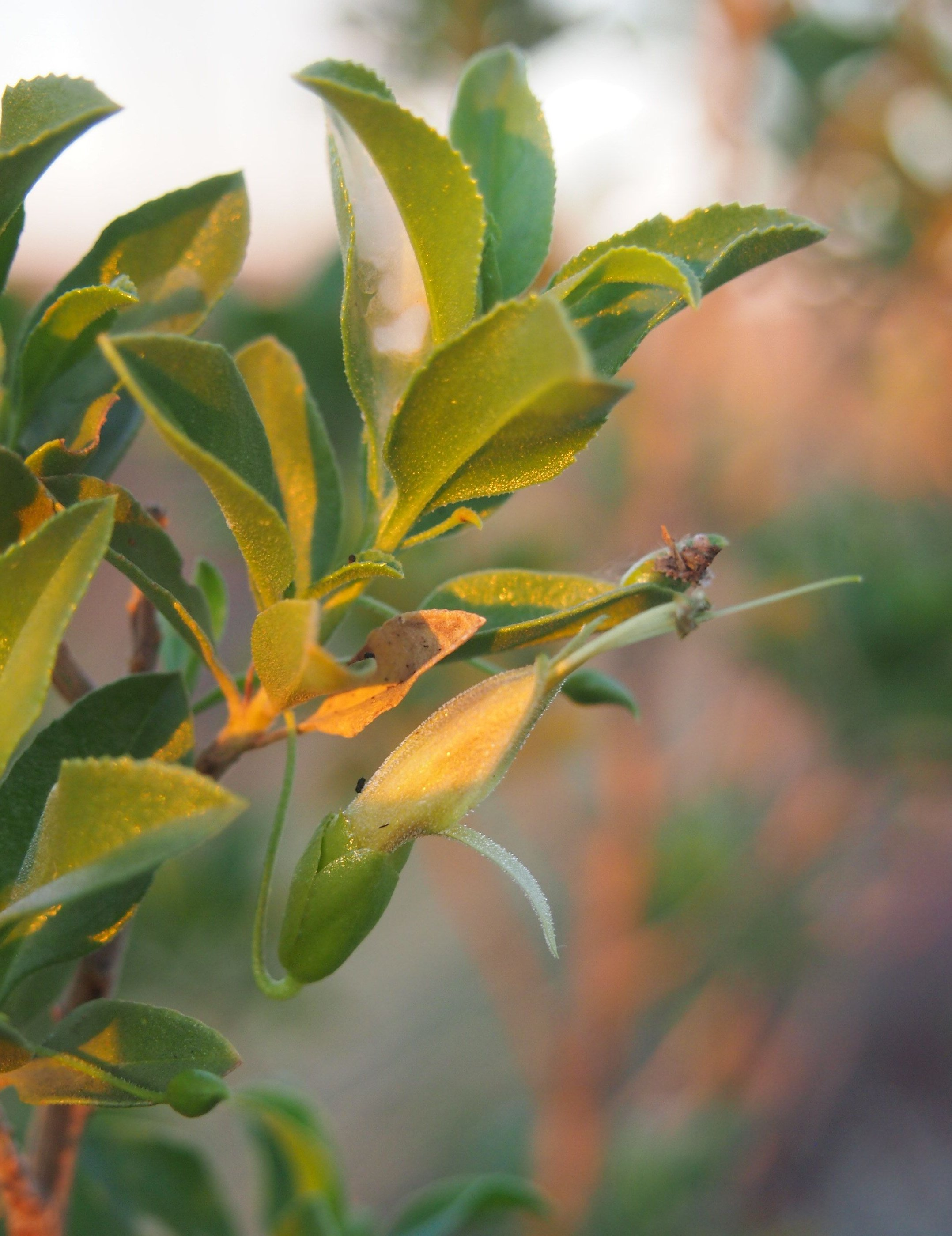
Eremophila serrulata

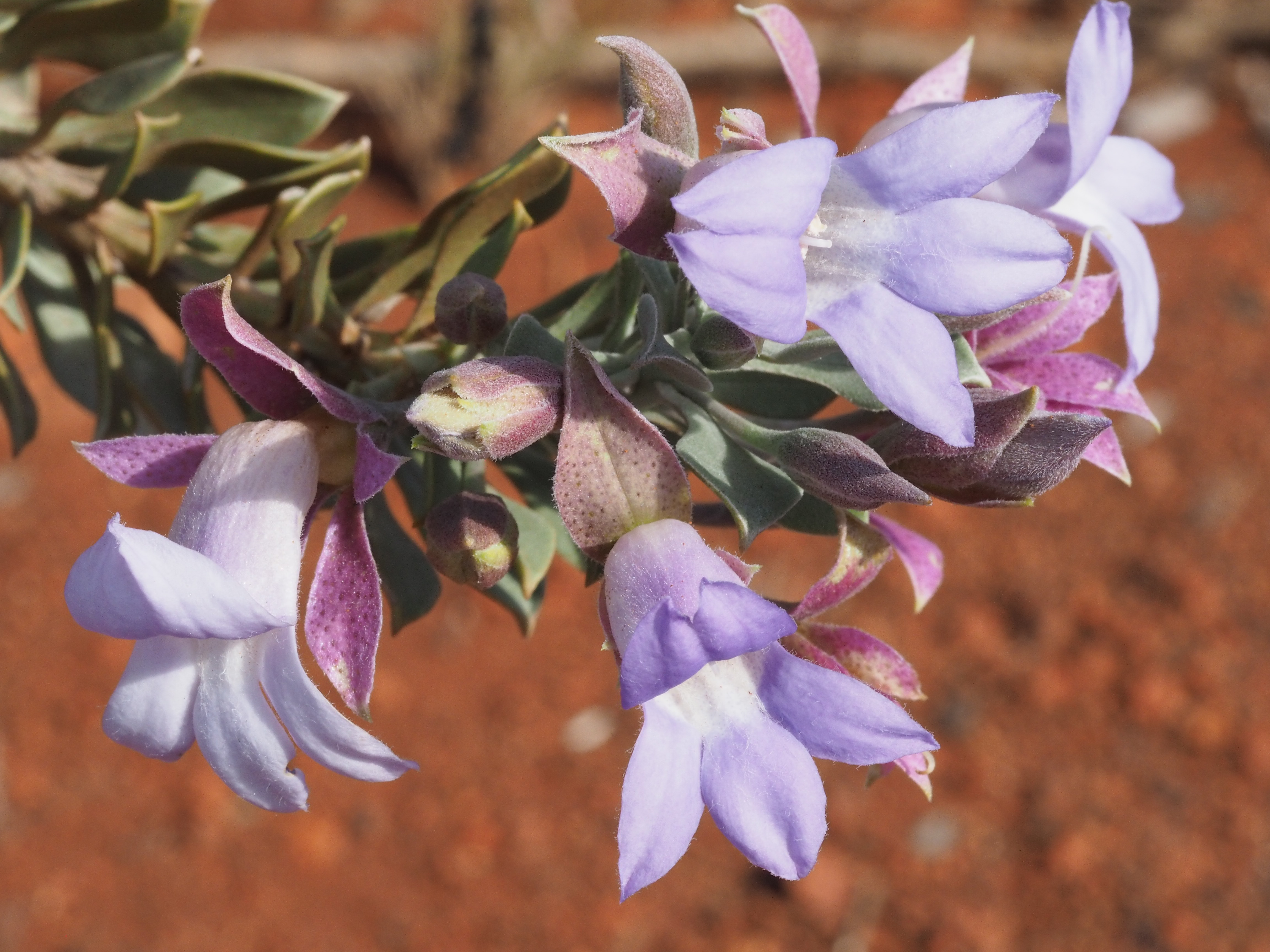
Eremophila spathulata

Die Gattung Eremophila wurde 1810 durch Robert Brown in Prodromus florae Novae Hollandiae et insulae Van-Diemen, ..., S. 518 aufgestellt. Synonyme für Eremophila R.Br. sind: Exemophila F.Muell. orth. var., Stenochilus R.Br., Pholidia R.Br., Eremodendron A.DC., Pseudopholidia A.DC., Pholidiopsis F.Muell., Duttonia F.Muell. nom. illeg., Pholidia sect. Sentis F.Muell., Eremophila sect. Sentis (F.Muell.) F.Muell., Sentis F.Muell., Santis Wettst. orth. var.
Die Gattung Eremophila gehörte früher in die Familie Myoporaceae, die Gattungen dieser Familie wurden in die Tribus Myoporeae innerhalb der Familie Scrophulariaceae eingegliedert.
Es gibt etwa 233 Eremophila:
- Eremophila abietina Kraenzl.:[4] Es gibt seit 2007 zwei Unterarten:[3]
  - Eremophila abietina Kraenzl. subsp. abietina: Sie kommt in Western Australia vor.[3]
  - Eremophila abietina subsp. ciliata Chinnock non Paczk. & A.R.Chapm.: Sie wurde 2007 aus Western Australia erstbeschrieben.[3]
- Eremophila accrescens Chinnock:[4] Sie wurde 2007 aus Western Australia erstbeschrieben.[3]
- Eremophila acrida Chinnock:[4] Sie kommt in den australischen Bundesstaaten New South Wales und Queensland vor.[3]
- Eremophila adenotricha (F.Muell. ex Benth.) F.Muell.:[4] Sie kommt in Western Australia vor.[3]
- Eremophila alatisepala Chinnock:[4] Sie wurde 2007 aus Queensland erstbeschrieben.[3]
- Eremophila alternifolia R.Br.:[4] Sie kommt in Australien in Western Australia, Northern Territory, South Australia sowie New South Wales vor.[3]
- Eremophila annosocaulis Chinnock:[4] Sie wurde 2007 aus Western Australia erstbeschrieben.[3]
- Eremophila anomala Chinnock:[4] Sie wurde 2007 aus Western Australia erstbeschrieben.[3]
- Eremophila appressa Chinnock:[4] Sie wurde 2007 aus Western Australiaerstbeschrieben.[3]
- Eremophila arachnoides Chinnock:[4] Sie kommt in den australischen Bundesstaaten South Australia und Western Australia vor.[3]
- Eremophila arbuscula Chinnock non F.Muell.:[4] Sie wurde 2007 aus Queensland erstbeschrieben.[3]
- Eremophila arenaria Chinnock:[4] Sie wurde 2007 erstbeschrieben. Sie kommt in Australien in Northern Territory, South Australia sowie Western Australia vor.[3][3]
- Eremophila arguta Chinnock:[4] Sie wurde 2007 aus Western Australia erstbeschrieben.[3]
- Eremophila attenuata Chinnock:[4] Sie wurde 2007 aus Western Australia erstbeschrieben.[3]
- Eremophila aureivisca Chinnock:[4] Sie wurde 2007 aus Western Australia erstbeschrieben.[3]
- Eremophila ballythunnensis Buirchell & A.P.Br.:[4] Sie wurde 2016 aus Western Australia erstbeschrieben.[3]
- Eremophila barbata Chinnock:[4] Sie kommt in South Australia vor.[3]
- Eremophila battii F.Muell.:[4] Sie kommt in Australien in Western Australia, Northern Territory sowie South Australia vor.[3]
- Eremophila behriana (F.Muell.) F.Muell.:[4] Sie kommt in South Australia vor.[3]
- Eremophila bignoniiflora (Benth.) F.Muell.[4][3]
- Eremophila biserrata Chinnock[4][3]
- Eremophila bowmanii F.Muell.[4][3]
- Eremophila brevifolia (A.DC.) F.Muell.[4][3]
- Eremophila buirchellii A.P.Br.[4][3]
- Eremophila caerulea (S.Moore) Diels[4][3]
- Eremophila caespitosa Chinnock[4][3]
- Eremophila calcicola R.W.Davis[4][3]
- Eremophila calorhabdos Diels[4][3]
- Eremophila campanulata Chinnock[4][3]
- Eremophila canaliculata Chinnock[4][3]
- Eremophila caperata Chinnock[4][3]
- Eremophila capricornica Buirchell & A.P.Br.:[4] Sie wurde 2016 aus Western Australia erstbeschrieben.[3]
- Eremophila chamaephila Diels[4][3]
- Eremophila christophori F.Muell.[4][3]
- Eremophila ciliata Chinnock[4][3]
- Eremophila citrina Chinnock[4][3]
- Eremophila clarkei Oldfleld & F.Muell.[4][3]
- Eremophila clavata Chinnock[4][3]
- Eremophila coacta Chinnock[4][3]
- Eremophila compacta S.Moore[4][3]
- Eremophila complanata Chinnock[4][3]
- Eremophila compressa Chinnock[4][3]
- Eremophila conferta Chinnock[4][3]
- Eremophila congesta Chinnock[4][3]
- Eremophila conglomerata Chinnock[4][3]
- Eremophila cordatisepala L.S.Sm.[4][3]
- Eremophila crassifolia (F.Muell.) F.Muell.[4][3]
- Eremophila crenulata Chinnock[4][3]
- Eremophila cryptothrix Chinnock[4][3]
- Eremophila cuneata Chinnock[4][3]
- Eremophila cuneifolia Kraenzl.[4][3]
- Eremophila daddii Buirchell & A.P.Br.:[4] Sie wurde 2016 aus Western Australia erstbeschrieben.[3]
- Eremophila dalyana F.Muell.[4][3]
- Eremophila debilis (Andr.) Chinnock[4][3]
- Eremophila decipiens Ostenf.[4][3]
- Eremophila decussata Chinnock:[4] Sie kommt in South Australia vor.[3]
- Eremophila delisseri F.Muell.:[4] Sie kommt in South Australia vor.[3]
- Eremophila demissa Chinnock[4][3]
- Eremophila dempsteri F.Muell.[4][3]
- Eremophila dendritica Chinnock[4][3]
- Eremophila densifolia F.Muell.[4][3]
- Eremophila denticulata F.Muell.[4][3]
- Eremophila deserti (A.Cunn. ex Benth.) Chinnock[4][3]
- Eremophila dichroantha Diels[4][3]
- Eremophila dielsiana (Kraenzl.) C.A.Gardner[4][3]
- Eremophila divaricata (F.Muell.) F.Muell.[4][3]
- Eremophila drummondii F.Muell.[4][3]
- Eremophila duttonii F.Muell.[4][3]
- Eremophila elachantha Diels[4][3]
- Eremophila elderi F.Muell.[4][3]
- Eremophila enata Chinnock[4][3]
- Eremophila eriocalyx F.Muell.[4][3]
- Eremophila eversa Chinnock[4][3]
- Eremophila exilifolia F.Muell.[4][3]
- Eremophila falcata Chinnock[4][3]
- Eremophila fallax Chinnock[4][3]
- Eremophila fasciata Chinnock[4][3]
- Eremophila ferricola Buirchell & A.P.Br.:[4] Sie wurde 2016 aus Western Australia erstbeschrieben.[3]
- Eremophila flabellata Chinnock[4][3]
- Eremophila flaccida Chinnock[4][3]
- Eremophila foliosissima Kraenzl.[4][3]
- Eremophila forrestii F.Muell.[4][3]
- Eremophila fraseri F.Muell.[4][3]
- Eremophila freelingii F.Muell.[4][3]
- Eremophila galeata Chinnock[4][3][5]
- Eremophila georgei Diels[4][3]
- Eremophila gibbifolia (F.Muell.) F.Muell.[4][3]
- Eremophila gibbosa Chinnock[4][3]
- Eremophila gibsonii F.Muell.[4][3]
- Eremophila gilesii F.Muell.[4][3]
- Eremophila glabra (R.Br.) Ostenf.[4][3]
- Eremophila glandulifera Chinnock[4][3]
- Eremophila glutinosa Chinnock[4][3]
- Eremophila goodwinii F.Muell.[4][3]
- Eremophila gracillima Chinnock[4][3]
- Eremophila grandiflora A.P.Br. & Buirchell[4][3]
- Eremophila granitica S.Moore[4][3]
- Eremophila hamulata Buirchell & A.P.Br.:[4] Sie wurde 2016 aus Western Australia erstbeschrieben.[3]
- Eremophila hillii E.A.Shaw[4][3]
- Eremophila hispida Chinnock[4][3]
- Eremophila homoplastica (S.Moore) C.A.Gardner[4][3]
- Eremophila hughesii F.Muell.[4][3]
- Eremophila humilis Chinnock[4][3]
- Eremophila hygrophana Chinnock[4][3]
- Eremophila incisa Chinnock[4][3]
- Eremophila interstans (S.Moore) Diels[4][3]
- Eremophila ionantha Diels[4][3]
- Eremophila jamesiorum Buirchell & A.P.Br.:[4] Sie wurde 2016 aus Western Australia erstbeschrieben.[3]
- Eremophila jucunda Chinnock[4][3]
- Eremophila koobabbiensis Chinnock[4][3]
- Eremophila laanii F.Muell.[4][3]
- Eremophila labrosa Chinnock[4][3]
- Eremophila laccata Buirchell & A.P.Br.:[4] Sie wurde 2016 aus Western Australia erstbeschrieben.[3]
- Eremophila lachnocalyx C.A.Gardner[4][3]
- Eremophila lactea Chinnock[4][3]
- Eremophila lanata Chinnock[4][3]
- Eremophila lanceolata Chinnock[4][3]
- Eremophila latrobei F.Muell.[4][3]
- Eremophila lehmanniana (Sond. ex Lehm.) Chinnock[4][3]
- Eremophila linearis Chinnock[4][3]
- Eremophila linsmithii R.J.F.Hend.[4][3]
- Eremophila longifolia (R.Br.) F.Muell.[4][3]
- Eremophila lucida Chinnock[4][3]
- Eremophila macdonnellii F.Muell.[4][3]
- Eremophila macgillivrayi J.M.Black[4][3]
- Eremophila mackinlayi F.Muell.[4][3]
- Eremophila macmillaniana C.A.Gardner[4][3]
- Eremophila maculata (Ker Gawl.) F.Muell.[4][3]
- Eremophila magnifica Chinnock[4][3]
- Eremophila maitlandii F.Muell. ex Benth.[4][3]
- Eremophila malacoides Chinnock[4][3]
- Eremophila margarethae S.Moore[4][3]
- Eremophila metallicorum S.Moore[4][3]
- Eremophila micrantha Chinnock[4][3]
- Eremophila microtheca F.Muell. ex Benth.[4][3]
- Eremophila miniata C.A.Gardner[4][3]
- Eremophila mirabilis Chinnock[4][3]
- Eremophila mitchellii Benth.[4][3]
- Eremophila muelleriana C.A.Gardner[4][3]
- Eremophila neglecta J.M.Black[4][3]
- Eremophila nivea Chinnock[4][3]
- Eremophila obliquisepala Chinnock[4][3]
- Eremophila oblonga Chinnock[4][3]
- Eremophila obovata L.S.Sm.[4][3]
- Eremophila occidens Chinnock[4][3]
- Eremophila oldfieldii F.Muell.[4][3]
- Eremophila oppositifolia R.Br.[4][3]
- Eremophila ovata Chinnock[4][3]
- Eremophila paisleyi F.Muell.[4][3]
- Eremophila pallida Chinnock[4][3]
- Eremophila pantonii F.Muell.[4][3]
- Eremophila papillata Chinnock[4][3]
- Eremophila parvifolia J.M.Black[4][3]
- Eremophila pendulina Chinnock[4][3]
- Eremophila pentaptera J.M.Black:[4] Sie kommt in South Australia vor.[3]
- Eremophila perglandulosa Chinnock[4][3]
- Eremophila petrophila Chinnock[4][3]
- Eremophila phillipsii F.Muell.[4][3]
- Eremophila phyllopoda Chinnock[4][3]
- Eremophila physocalyx Chinnock[4][3]
- Eremophila pilosa Chinnock[4][3]
- Eremophila pinnatifida Chinnock[4][3]
- Eremophila platycalyx F.Muell.[4][3]
- Eremophila platythamnos Diels[4][3]
- Eremophila polyclada (F.Muell.) F.Muell.[4][3]
- Eremophila praecox Chinnock[4][3]
- Eremophila prolata Chinnock[4][3]
- Eremophila prostrata Chinnock[4][3]
- Eremophila psilocalyx F.Muell.[4][3]
- Eremophila pterocarpa W.Fitzg.[4][3]
- Eremophila punctata Chinnock[4][3]
- Eremophila pungens Chinnock[4][3]
- Eremophila punicea S.Moore[4][3]
- Eremophila purpurascens Chinnock[4][3]
- Eremophila pusilliflora Buirchell & A.P.Br.:[4] Sie wurde 2016 aus Western Australia erstbeschrieben.[3]
- Eremophila pustulata S.Moore[4][3]
- Eremophila racemosa (Endl.) F.Muell.[4][3]
- Eremophila ramiflora Dell[4][3]
- Eremophila recurva Chinnock[4][3]
- Eremophila regia Buirchell & A.P.Br.:[4] Sie wurde 2016 aus Western Australia erstbeschrieben.[3]
- Eremophila resiliens Buirchell & A.P.Br.:[4] Sie wurde 2016 aus Western Australia erstbeschrieben.[3]
- Eremophila resinosa (Endl.) F.Muell.[4][3]
- Eremophila reticulata Chinnock[4][3]
- Eremophila retropila Chinnock[4][3]
- Eremophila revoluta Chinnock[4][3]
- Eremophila rhegos Chinnock[4][3]
- Eremophila rigens Chinnock[4][3]
- Eremophila rigida Chinnock[4][3]
- Eremophila rostrata Chinnock[4][3]
- Eremophila rotundifolia F.Muell.[4][3]
- Eremophila rugosa Chinnock[4][3]
- Eremophila saligna (S.Moore) C.A.Gardner[4][3]
- Eremophila santalina (F.Muell.) F.Muell.:[4] Sie kommt in South Australia vor.[3]
- Eremophila sargentii (S.Moore) Chinnock[4][3]
- Eremophila scaberula W.Fitzg.[4][3]
- Eremophila scoparia (R.Br.) F.Muell.[4][3]
- Eremophila scrobiculata Buirchell & A.P.Br.:[4] Sie wurde 2016 aus Western Australia erstbeschrieben.[3]
- Eremophila serpens Chinnock[4][3]
- Eremophila serrulata (A.Cunn. ex A.DC.) Druce[4][3]
- Eremophila setacea Chinnock[4][3]
- Eremophila shonae Chinnock[4][3]
- Eremophila simulans Chinnock[4][3]
- Eremophila spathulata W.Fitzg.[4][3]
- Eremophila spectabilis C.A.Gardner[4][3]
- Eremophila spinescens Chinnock[4][3]
- Eremophila splendens Chinnock[4][3]
- Eremophila spongiocarpa Chinnock[4][3]
- Eremophila spuria Chinnock[4][3]
- Eremophila stenophylla Chinnock[4][3]
- Eremophila sturtii R.Br.[4][3]
- Eremophila subangustifolia A.P.Br. & Llorens[4][3]
- Eremophila subfloccosa Benth.:[4] Es gibt drei Unterarten:[3]
  - Eremophila subfloccosa subsp. glandulosa Chinnock[3]
  - Eremophila subfloccosa subsp. lanata Chinnock[3]
  - Eremophila subfloccosa subsp. subfloccosa Benth.[3]
- Eremophila subteretifolia Chinnock[4][3]
- Eremophila succinea Chinnock[4][3]
- Eremophila tenella Chinnock[4][3]
- Eremophila ternifolia Chinnock[4][3]
- Eremophila tetraptera C.T.White[4][3]
- Eremophila undulata Chinnock[4][3]
- Eremophila veneta Chinnock[4][3]
- Eremophila vernicosa Chinnock[4][3]
- Eremophila veronica (S.Moore) C.A.Gardner[4][3]
- Eremophila verrucosa Chinnock:[4] Es gibt zwei Unterarten:[3]
  - Eremophila verrucosa subsp. brevistellata Chinnock[3]
  - Eremophila verrucosa Chinnock subsp. verrucosa[3]
- Eremophila verticillata Chinnock[4][3]
- Eremophila victoriae Buirchell & A.P.Br.:[4] Sie wurde 2016 aus Western Australia erstbeschrieben.[3]
- Eremophila virens C.A.Gardner[4][3]
- Eremophila viscida Endl.[4][3]
- Eremophila viscimarginata Chinnock[4][3]
- Eremophila warnesii Chinnock[4][3]
- Eremophila weldii F.Muell.[4][3]
- Eremophila willsii F.Muell.:[4] Es gibt zwei Unterarten:[3]
  - Eremophila willsii subsp. integrifolia (Ewart) Chinnock[3]
  - Eremophila willsii F.Muell. subsp. willsii[3]
- Eremophila woodiae Edginton[4][3]
- Eremophila yinnetharrensis Buirchell & A.P.Br.:[4] Sie wurde 2016 aus Western Australia erstbeschrieben.[3]
- Eremophila youngii F.Muell.:[4] Es gibt zwei Unterarten:[3]
  - Eremophila youngii subsp. lepidota Chinnock[3]
  - Eremophila youngii F.Muell. subsp. youngii[3]

## Nutzung
Viele Arten werden wegen der Blüten als Zierpflanzen verwendet.
Etliche Arten sind giftig, was zu Vergiftung von Weidetieren führen kann. Die Aborigines verwenden einige Arten für medizinische Zwecke.
Die klebrigen Blätter von E. galeata werden von den Ureinwohnern des Landes als traditionelle Medizin verwendet. In dieser Pflanze wurden Verbindungen gefunden, die möglicherweise bei der Krebsbehandlung helfen könnten. Rohextrakte aus ihrem Harz scheinen Krebszellen daran zu hindern, Medikamente über die Effluxpumpe wieder auszuscheiden, was sie unerwünschterweise gegen die Behandlung resistent macht.